# Az iszlám művészete

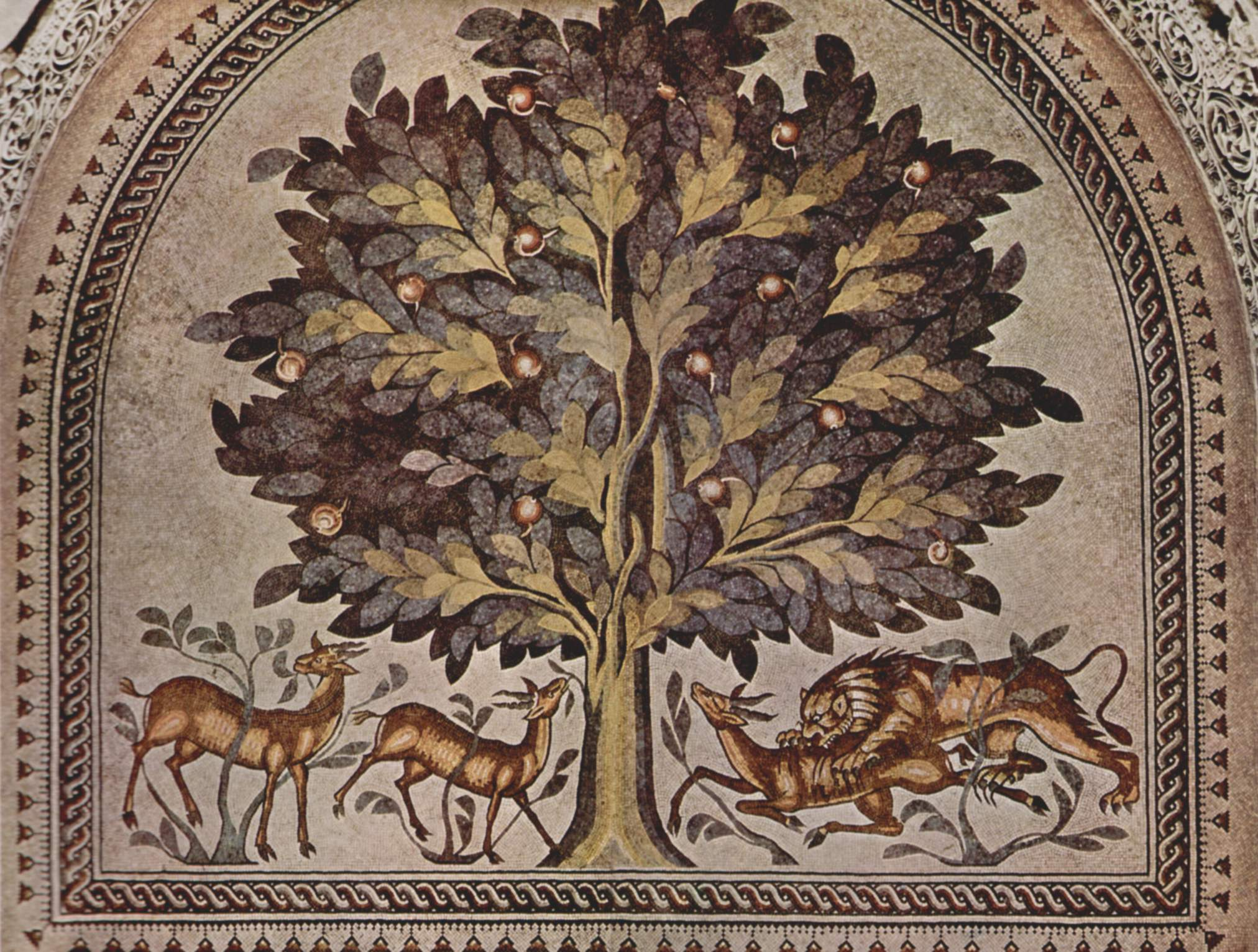
Arab mozaik (735)

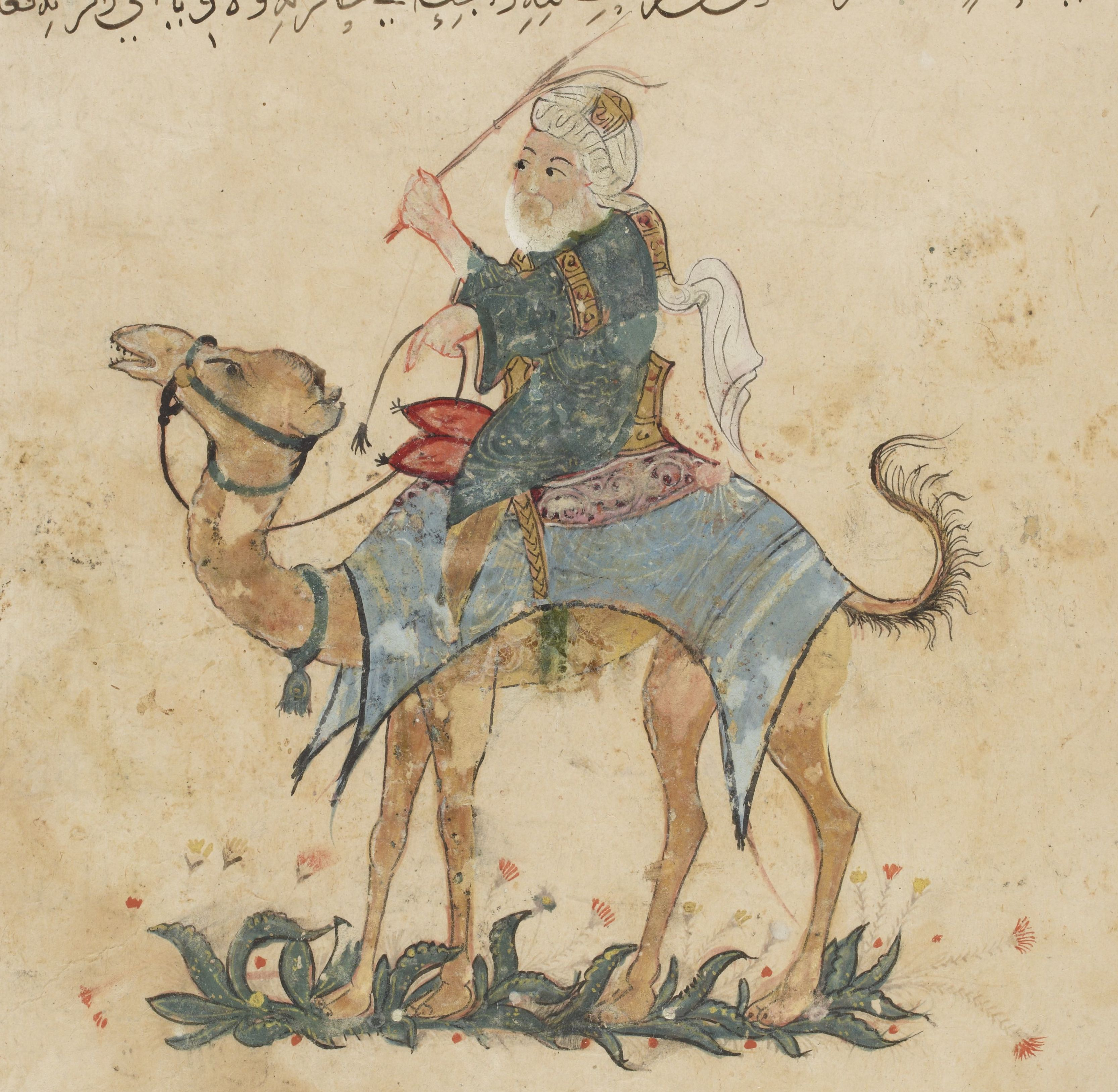
Ibn Battúta (1304-1369) földrajzi író

Az iszlám művészete a muszlim kultúra és hagyomány művészeti megnyilvánulása. Fő sajátossága a hitben gyökerező dogmák szigorú tiszteletben tartása, sok esetben kiegészítve az iszlám kultúra területi kiterjedésén alapuló helyi sajátosságokkal. Az iszlám vallás, térhódítása során érintkezésbe került a szomszédos, vagy meghódított területek művészeti hagyományaival: a keresztényekével Jeruzsálemben és Bizáncban, a hellenisztikus ókori kultúrával Szíria területén, a Szászánidákéval Perzsiában (a mai Irán), fejlődése során hatottak rá a török népek hagyományai Közép-Ázsiában, érintkezésbe került az indiai szubkontinens civilizációjával, befolyásolta Délkelet-Ázsia művészeti arculatát. E keveredés eredményeként sajátos stílusvilágot alakított ki, amelyben a világ színgazdagsága iránti csodálat, a témák és anyagok fantáziadús felhasználása nyilvánul meg.

## Jellemző vonásai
A muszlim kultúra jellegét alapvetően három tényező határozza meg:
- A vallás kialakulása történelmi szempontból viszonylag későn, a 7. század első harmadára esik. A különböző gyökerű, akár évezredes civilizációk talaján alakította ki új formavilágát, amit meghatároz, hogy milyen módon telepedett rá, vagy utasította el az elfoglalt területek kultúráját, illetve építette be a saját elképzeléseibe.
- az új hit előírásai, vagy elvárásai.
- Az iszlám különleges építészeti megoldásokat igénylő építménye, a mecset kialakítására vonatkozó elvárások.

A művészet, különösen a szúfizmus térhódításának korától az isteni átlényegülést szolgálta, de például az írásművészetnek már a kezdetektől misztikus jelentősége volt. A 12. század folyamán különösen az Iránban kifejlődő perzsa nyelvű költészet jelentősen hatott a művészetek alakulására is. A teljes iszlám világ kulturális hagyományai azonban a vallási és etnikai sokféleség miatt rendkívül változatosak, mással össze nem téveszthetők és nagy formagazdagsággal rendelkeznek. Az iszlám találkozása a késő ókori, főleg görög mediterrán világ kultúrájával nemcsak a művészetet, hanem az arab tudományt, (matematikát, technikát, természettudományokat) is jelentősen befolyásolta.
Összességében nem létezik olyan alapelv-rendszer, amely meghatározta a művészet fejlődésének irányát az iszlámban, azonban elmondhatjuk, hogy az iszlám kiinduló kinyilatkoztatása, a Korán tartalmaz részeket, amelyek irányt mutattak a művészethez való hozzáálláshoz.

### Képtilalom az iszlámban
A Koránban nincs olyan kijelentés, ami konkrétan ellenezné az élőlények ábrázolását. A művészettörténészek álláspontja jelenleg az, hogy a képtilalom a Földközi-tengeri mediterrán, illetve később Indiában és Közép-Ázsiában megtalálható gazdag képi világtól való idegenkedés eredménye. A Korán azt írja, hogy csupán isten képes életet teremteni, a vallás szükségszerű alapvető jellegzetessége a bálványok elutasítása így az élet ábrázolását, valójában a valóság megkettőzését  a muszlim teológusok bálványimádásnak, egyfajta világteremtésnek  tekintették. Néhány hadísz leírja, hogy az utolsó ítélet napján a művészeknek életet kell lehelniük alkotásaikba, amennyiben ez nem sikerül, a pokolra kerülnek. Mivel a hit önmagában képpel nem kifejezhető, így az istennek való alávetettség vagy a jámborság csak az írásművészet kifejlesztésével volt elképzelhető.  Általános vélemény, hogy a muszlim „anikonizmus”, ellentétben az ikonoklasztáziával, vagyis a képmások erőszakos elpusztításával, amely csupán ritkán és a későbbi időkben történt, az ilyen képektől való vonakodásból eredt. Ez kezdetben társadalmi és lélektani, mintsem ideológiai volt.
A prófétai hagyomány, a hadíszok a Koránnal ellentétben már konkrétan megfogalmazzák a képtilalom jelenségét: például „az angyalok nem lépnek be olyan házba, ahol kutya vagy kép van”. Vagy „akiket a végitélet napján a legszigorúbban büntetnek meg (...) a képek vagy festmények készítője”.  Ennek ellenére a képtilalom csak fokozatosan alakult ki. Már kezdetben hatott a művészetekre a Korán paradicsomábrázolása, hiszen ezek meglehetősen pontosan szerepelnek a szent könyvben és a hagyományokban. A 8. század elejéről a damaszkuszi nagymecset mozaikdíszítése a muszlim paradicsomot is ábrázolta (ez előfordul a 16. századi mogul India miniatúráiban is). Egyes források az Omajjád uralkodók palotáiban számtalalan festményt, szobrot írnak le. Al-Manszúr kalifa bagdadi palotájának tetejét bronz lovasszobor díszítette. Szamarkandban ciprusfából faragott köztéri szobrok álltak.  A képi ábrázolással szembeni ellenérzés valójában az Abbászida uralom után erősödött fel. Bár Abd al-Malik omajjád kalifa 720 körül elpusztíttatta  az összes szobrot birodalmában, de ez csak az egyértelműen keresztény lakta területekre, tehát Egyiptomra vonatkozott, valószínűleg keresztényellenes intézkedéseinek részeként, a 8.-9. században már az iszlám ortodoxia szigorú tiltást vezetett be az élőlénnyek ábrázolásában.
Sokak szerint a hitet nem lehet képileg ábrázolni, ezért az írás felé fordultak, és a kalligráfiát egyfajta szent művészetté fejlesztették ki. A művészek számára a szent iratok nem váltak az inspiráció állandó forrásává. A leggyakoribb téma az iszlám művészetében a Paradicsom ábrázolása, amelyhez rendkívül pontos leírások szolgáltatták a művész számára a forrást.
Ennek egyik következménye az, hogy amíg a keresztény, zsidó vallások esetében a művészek elsősorban a vallásos hit megerősítését látták a művészi ábrázolás céljának, addig főként az iszlám korai időszakaiban inkább a mindennapi használati tárgyak és kézművesség díszítőelemei kerültek előtérbe.
A 13. század után, főként az iráni befolyás hatására még mindig a hit lehetett csak a művészetek inspirálója, de a képtilalom vesztett szigorúságából. A török és perzsa művészek előszeretettel ábrázoltak állatokat és növényeket, sőt a rendkívül gazdag mogul miniatúrafestészetnek kedvelt témája volt az emberábrázolás.

## Építészet
Az iszlám építészet az iszlám vallás dogmáinak és szabályainak figyelembevételével készült építészeti alkotások összessége, amely területi, nemzeti sajátosságokat is felmutatva fejlődött az iszlám keletkezésétől (7. század) napjainkig.  A jellegzetes, csak a vallásra jellemző épülettípusok mellett a területi, az évezredes kereskedelmi, gazdasági és kulturális igényeknek is megfelelő építészet nemcsak a hagyományok talaján fejlődött, hanem a meghódított területek szokásait is figyelembe vette, illetve némiképp azokat átalakította. Eközben önmaga is többször formálódott, stílusjegyeiben, megoldásaiban a római, bizánci építészet eredményeit használta fel, de többször átvette a kelet-ázsiai, például indiai, kínai épületekre jellemző stílusjegyeket is.
A legfontosabb vallási épülettípusok a mecsetek, sírok, mauzóleumok, a világiak a paloták, nyilvános fürdők, kereskedelmi szálláshelyek, kertépítészet.

## Kalligráfia
A kalligráfia az iszlám művészet egyik legfontosabb ága, mert a muszlimok hite szerint istenük a Koránban nyilatkoztatta ki magát, tehát a betűk is szentek. Az, hogy az iszlám hagyományosan tiltja az emberek ábrázolását, a muszlim művészeket arra ösztönözte, hogy virág, növény valamint geometrikus motívumokon, valamint az arab betűkön alapuló díszítőstílust dolgozzanak ki. (Az építészetben ez különösen a hullámvonalas arabeszkekben tükröződött.) A kalligráfia művészeti ággá vált, a 10. századra hat klasszikus írásfajta alakult ki. Szorosan összekapcsolódott a művészettel, és különösen Spanyolországban és Perzsiában egész falfelületeket borítottak a Koránból származó idézetek vagy a próféta szavai. Az iszlám díszítőművészet nem alkalmazza a tömeget és a térfogatot, csak a felület értékére koncentrál. A meglehetősen szűkös motívumrendszereken belül csak a vonalak ritmusa és a színek változatossága teremtett némi lehetőséget arra, hogy a művész megtörje a monotóniát.

## Miniatúrafestészet

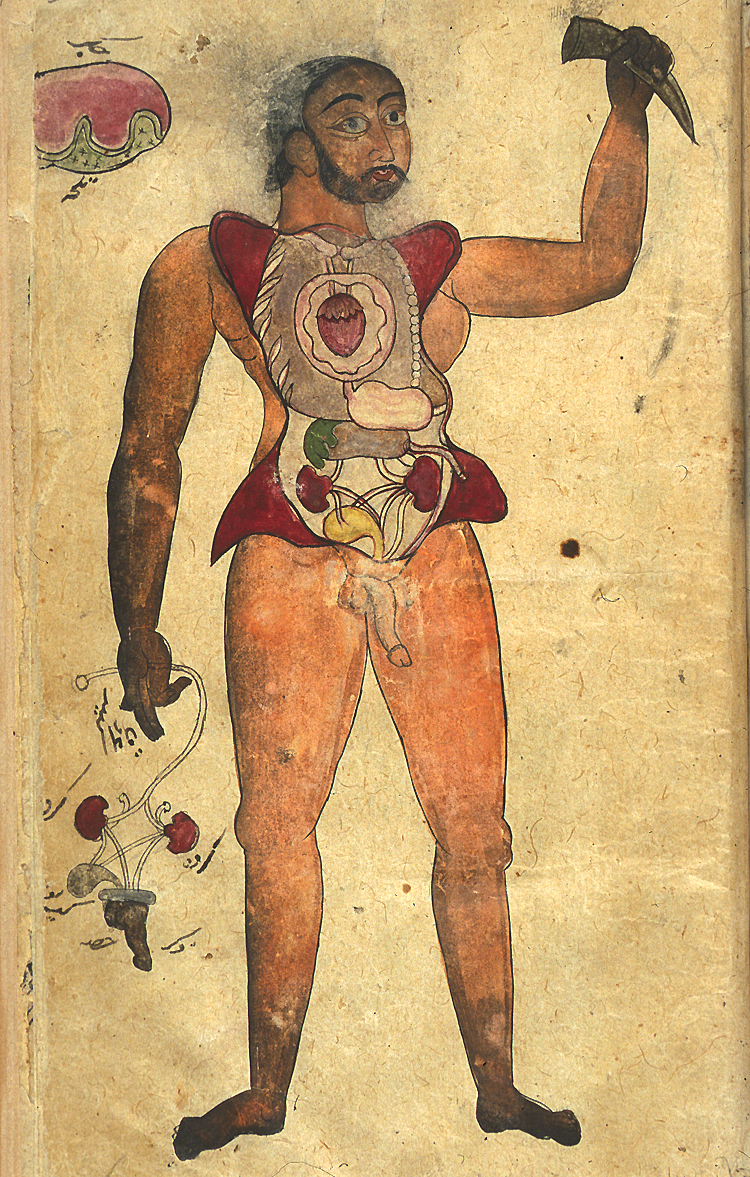
Muḥammad Arzānī anatómia könyv illusztrációja, a férfi

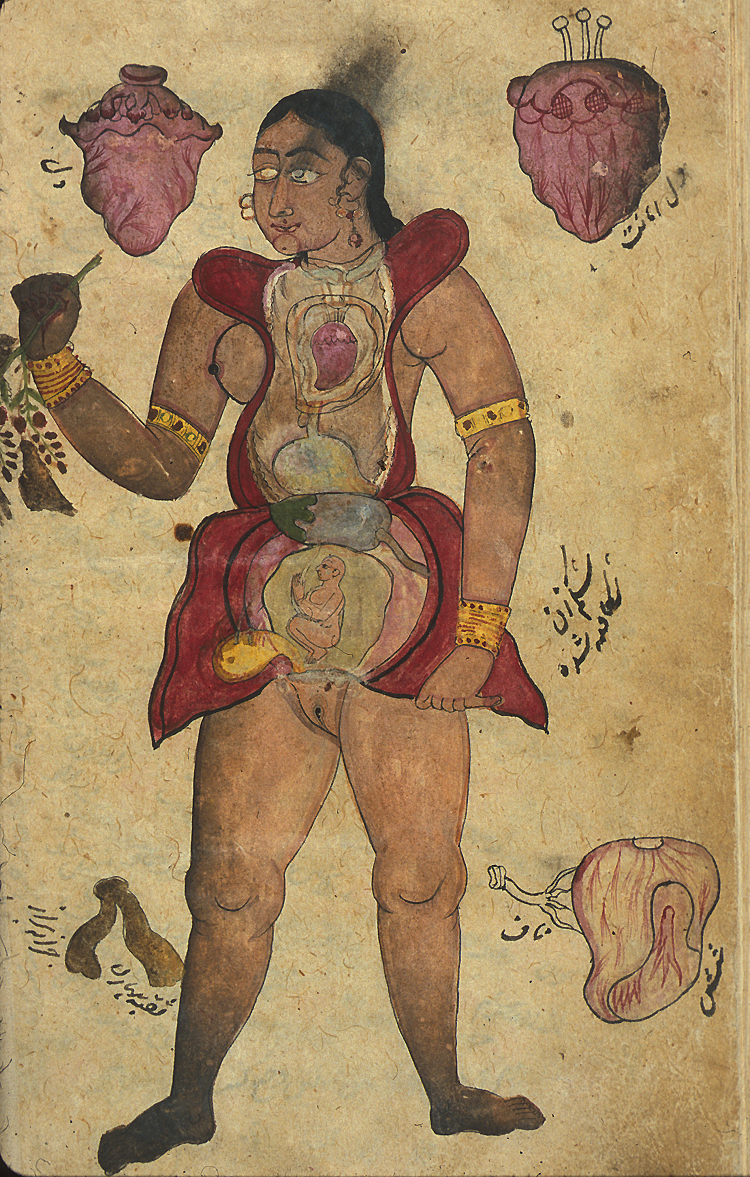
Muḥammad Arzānī anatómia könyv illusztrációja, a nő

A kalligráfia a könyvek illusztrálásának gazdag művészetét hozta létre. A könyvillusztráció másik fő ága a miniatúrafestészet volt, amely különösen a perzsa szafavidák és az indiai Mogul dinasztia uralkodása alatt virágzott. Az iszlám művészetének legkiemelkedőbb alkotásai a perzsa miniatúrák. Szellemüket és egész pompadús ábrázolásmódjukat tekintve ellentmondtak a próféta tilalmának, amely szerint az emberi alakot ábrázolni nem szabad. A miniatúrafestészet virágkorát a perzsa szépirodalom fellendülése előzte meg, s ez szolgáltatta az anyagot a miniatúrafestők számára.
Az iráni miniatúrák előfutárait a 13. századi bagdadi iskola ilyen típusú alkotásai között találjuk meg. Hariri elbeszélésének párizsi kéziratában monumentálisan felépített kompozíció ábrázolja Abu Szaid prédikációját a mecsetben. A mű stílusa inkább a mongol festészet alkotásaira emlékeztet, de sok közös vonást mutat a zománc és fajanszfestészettel is. A bagdadi miniatúrafestők nem a testek általános formáiból, hanem a foltok színértékéből indultak ki. Az alakok szabályosan oszlanak el a kép szélén, s az alkotás egy bizonyos merevséget mutat, a kolorit mégis gyengéd és finom, a színek áttetszőek és ragyogóak, a hideg és meleg tónusok kitűnő egyensúlyt mutatnak. E művészet nagyvonalúságával szemben a későbbi, ismertebb miniatúrák már kissé mesterkélten, túlzsúfoltan hatnak.

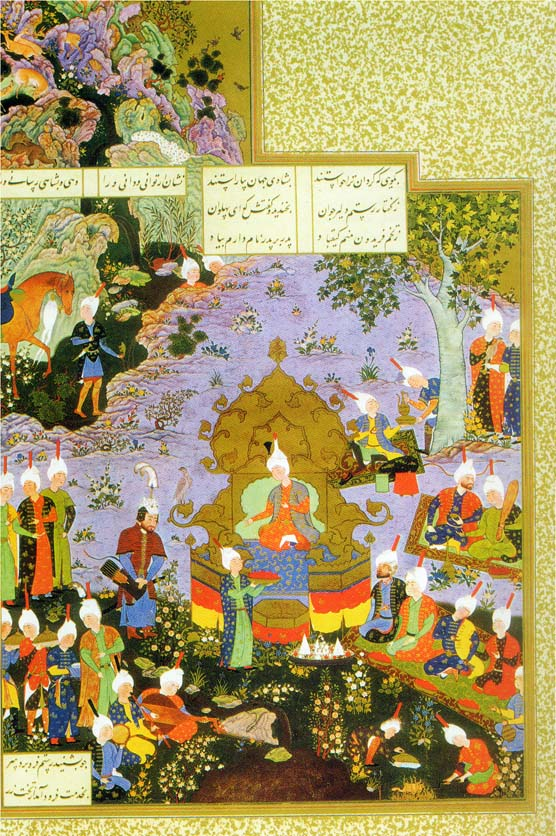
Sáhnáme a Királyok könyve, Irán, 16. század

### Perzsa miniatúrák
A legrégibb perzsa miniatúrák a kínai, mezopotámiai és szíriai művészet sokféle hatását tükrözik. Helyenként a szászánida hagyomány is felismerhető. A nagy, erőteljes alakok betöltik a kép egész felületét, a kompozíciók egyszerűek, kevés alakot ábrázolnak. A 15. század elején kibontakozik a maga sajátos karaktere, a műfaj virágkora a Timuridák (15. század) és Szafevidák (16. század és 17. század) idejére esik. A perzsa miniatúrafestészet központjai: Herat és Iszfahán. Később nyugati hatás alá kerül, elveszti sajátos jellegét.
A bizánci és a középkori nyugati miniatúrákkal ellentétben a perzsának nincs vallásos vonatkoztatása. A Koránt csupán pompás címrajzok díszítették. A mesterek minden erejüket arra összpontosították, hogy történelmi mondákat és a népmeséket örökítsék meg. A 15. század miniatúrái lényegüket és rendeltetésüket tekintve már alkalmatlanok voltak az epikai témák ábrázolására. Azokat a ritka és értékes kéziratokat díszítették, melyeket a fejedelem őrzött, csak kevesek számára volt hozzáférhető, s egy túlfinomult kultúra jegyeit viselték magukon.
Az elbeszélő költemények illusztrációi heves harcokat, szorgos építkezéseket, otthoni jeleneteket, iskolákat, borbélyműhelyeket, zajos mulatozást, medencében fürdő nőket ábrázoltak. Ezeken a változatos ábrázolásokon a perzsa festők kedvelt alaptémájára bukkanunk: egy csodálatos, virágos, pázsitos kertre, amely sokszínű szőnyegként terül a néző szeme elé. az elbűvölő keretek ábrázolásaiban a perzsák sajátos szemléletmódja fejeződik ki, amely a világot káprázatos és gyönyörű, de mulandó színjátéknak látja. A muszlimok álmai tükröződnek itt a paradicsomi élet örömeiről. A perzsa festők az egész világot tarka színfoltok derűs játékává varázsolják: a mezők szőnyeghez hasonlítanak, és a csillagokkal telehintett égbolt virágos mezőkhöz. A hold áttetsző topázként lebeg az égen, és a felhők kígyózva tekeregnek. A nő alakja a perzsa művészetben is jelentős helyet foglal el. A háremek lakóit vonzóan, hosszú hajfonatokkal, hajlékony, csaknem lebegő járással ábrázolják.
A Gürnar és Aldasir című miniatúra a hős találkozását ábrázolja kedvesével. A vörös téglából épült palotát, a sárga kőlapokkal kirakott udvart, a sötét éjszakai égboltot, a virágokat és a lebegő madarakat a művész bensőségesen mutatja. A lovát fékező herceg méltóságteljes tartásában s az ajándékot felkínáló két lány alakjában a kor feudális életmódja is kifejezésre jut.

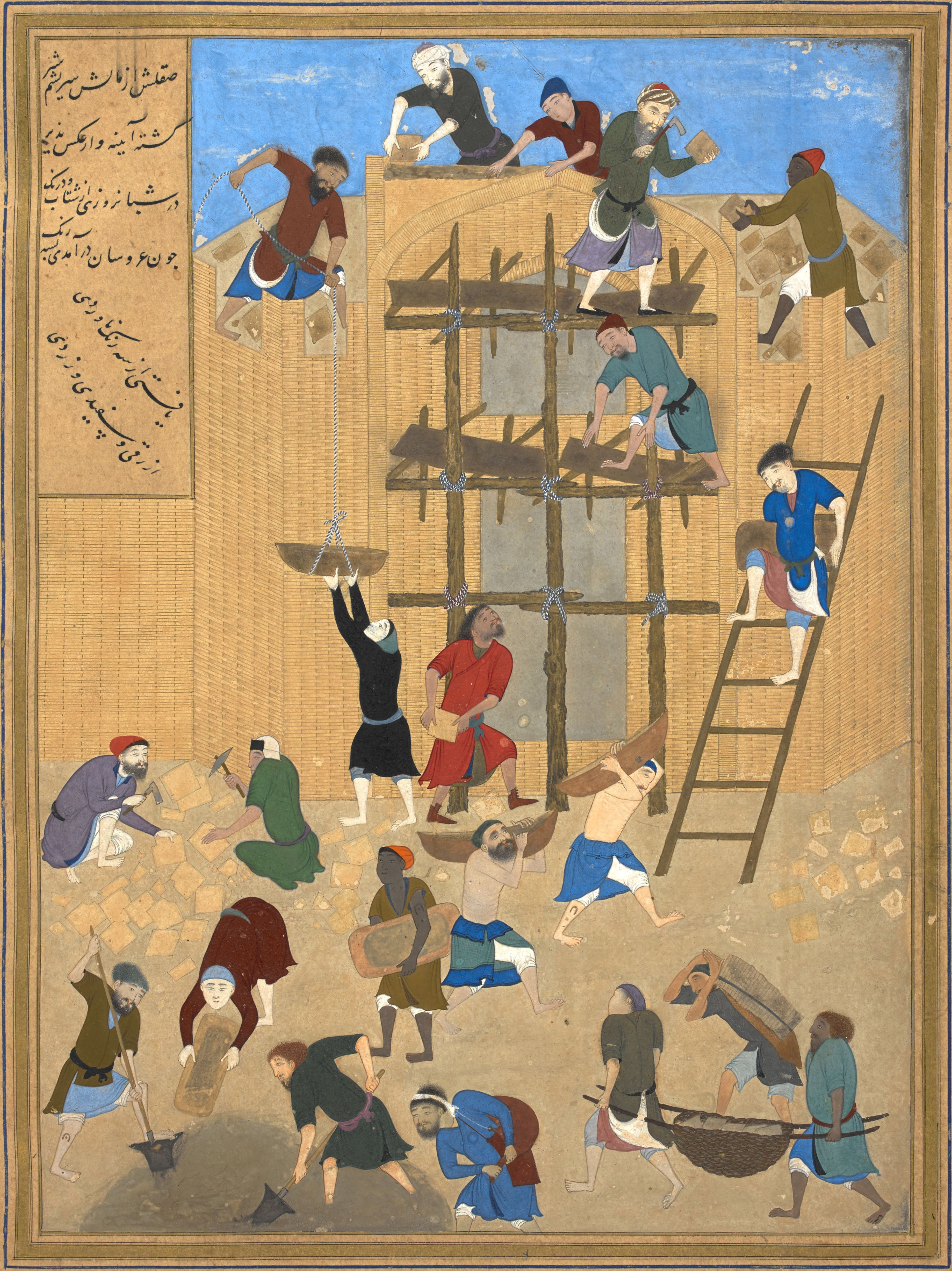
Behzad egyik képe

A perzsa művészek nem érzékeltették a térbeliséget. A perzsa miniatúra síkszerűen terül ki a könyvlapon, a tárgyak úgy helyezkednek el rajta, hogy alig-alig takarják el egymást.
Legrégibb és egyben leghíresebb mestere Behzad volt, a herati iskola feje, aki Szaadi Busztán című költeményének illusztrációit alkotta és több portrét is. Behzad művészete a perzsa miniatúrafestészet csúcspontját jelenti: művei nagy leleményességről tanúskodnak és az ábrázolás cselekményének átéléséről, vonalvezetésük hajlékony, kompozíciójuk szabad és merész. Nem elégedett meg a kép egészének harmonikus színösszetételével, hanem mesterien értett ahhoz, hogy minden egyes kép színezésével sajátos hangulatot teremtett.
Kászim Ali, Nizami Hamszé című művét díszítő elragadó miniatúrák mestere, Behzad tanítványa volt. Kitűnő ábrázolókészséggel rendelkezett, de művei aprólékosabbak és szárazabbak, mint mesterének alkotásai. Szultán Mohamed inkább grafikai hatású képeket alkotott, amelyeken érezhető a 16. század közepén bekövetkező miniatúrafestészet hanyatlása.

## Képző- és iparművészet

### Szőnyeg- és textilművesség
Már az iszlám megjelenése előtt gazdag textil-és szőnyegművészet virágzott, elsősorban a keleti, közép-ázsiai területeken, amely elsősorban a pásztorkodó nomádok kreativitását dicsérte. Ezek színoldala csomózott volt. A legrégebbi szőnyeg az 1940-es években, a  dél-szibériai Pazirik közelében  fellelt jégbe fagyott 1,8X2 méteres nagyságú gyapjúszőnyeg, ami feltehetően  időszámításunk előtt készült.
Legszebb darabjai a díszruhákhoz készült selymek és szőnyegek. A legkorábbi szőnyegek, melyek a mai napig fennmaradtak, a 13. századi Anatóliából származnak. A kettős szőnyegek legtöbbjén a 16. századi szafavida jelenetek láthatók.
A 15. századtól a 17. századig Iránban és Törökországban művészi kelméket, szőtteseket állítottak elő. A selyemszőttesekből hosszúszárnyú kaftánokat készítettek, és a falakat, padlókat szőnyegekkel borították. A kelmék és szőnyegek ábrái összefüggő sokszínű mintákká szövődtek. A szőnyeg mintáinak kialakításában a török és perzsa szőnyegkészítők csodás leleményességről tettek tanúságot.
A szőnyegeket többnyire virágmotívumokkal díszítették, melyek hol sűrű csokorba tömörültek, hol pedig lazán szétszóródtak a tarka alapon. Gyakran mesebeli karaktereket ábrázoltak, élénk színű pázsittal, amelyen madarak sétálgatnak, s medencékkel, amelyekben halak úszkáltak. Más szőnyegeken szökdellő állatokat és vadászjelenetet látunk, és ismerünk olyan imaszőnyegeket is, amelyek mihráb (imafülke) alakú ábrája körül dús virágcsokor kandikál elő.
A motívumok sokfélesége és ritmikus ismétlődésük nagy gyönyörűséggel tölti el e szőnyegek szemlélőjét. Színösszeállításukat tekintve a keleti mesterek kiapadhatatlan ötletgazdagságra tettek szert, és a halvány színeket élénk, mély és erős színtónusokkal kombinálták. Különösen szépek azok a bolyhos szőnyegek, amelyek úgy készültek, hogy egyik oldalukon sötét alapon kirajzolódó világos minta található, míg a másik oldalon a minta sötét színben jelenik meg, az alap pedig világos.
A 16. és 17. század perzsa mestereinél már figurális kompozíciókkal találkozunk, így például egy régi mitikus hős, sárkányölő Iszkander tetteinek ábrázolásával.

### Üvegművesség

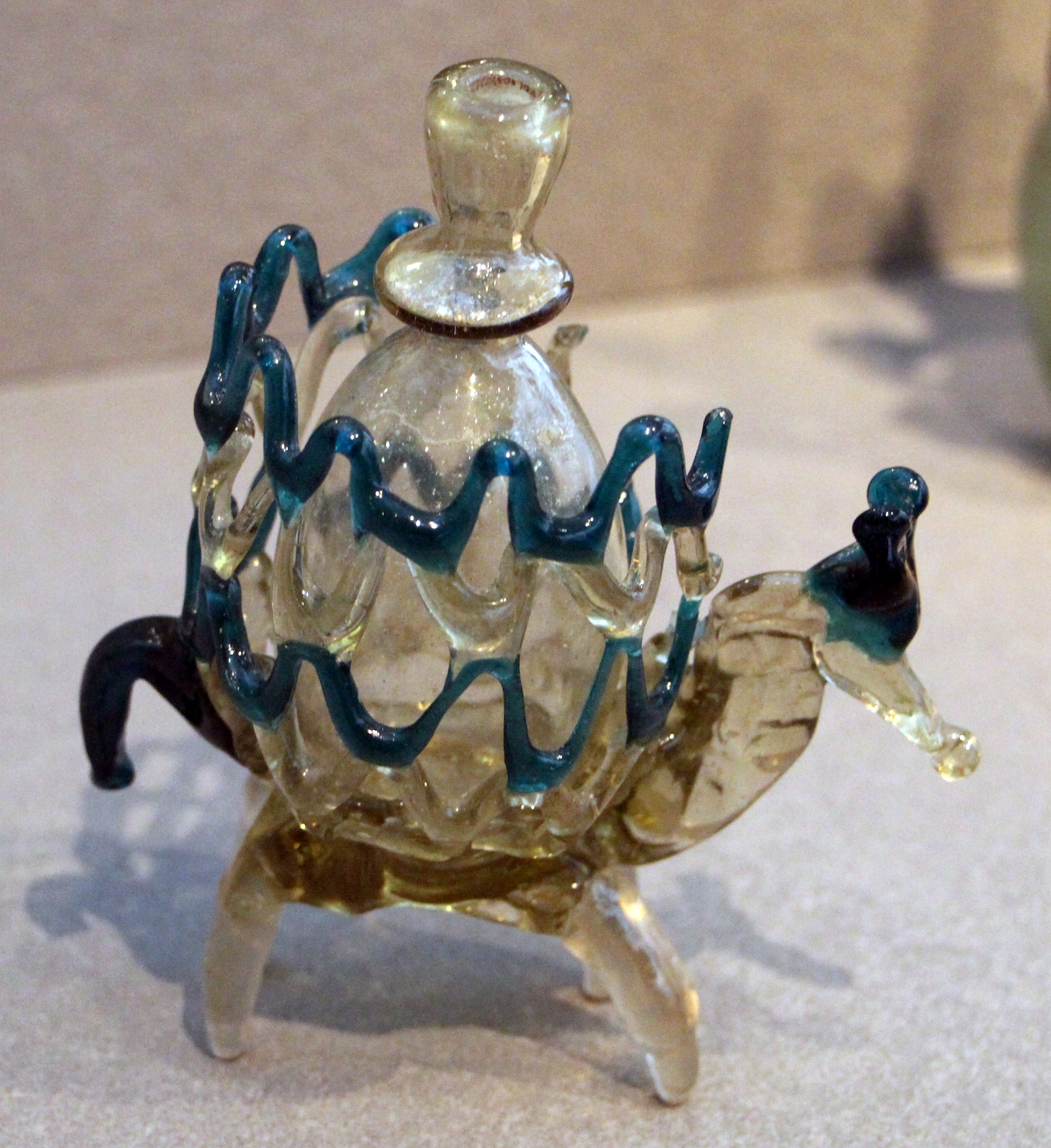
Illatszertartó a rendkívül kedvelt teve alakzattal, Szíria, 7-8. század

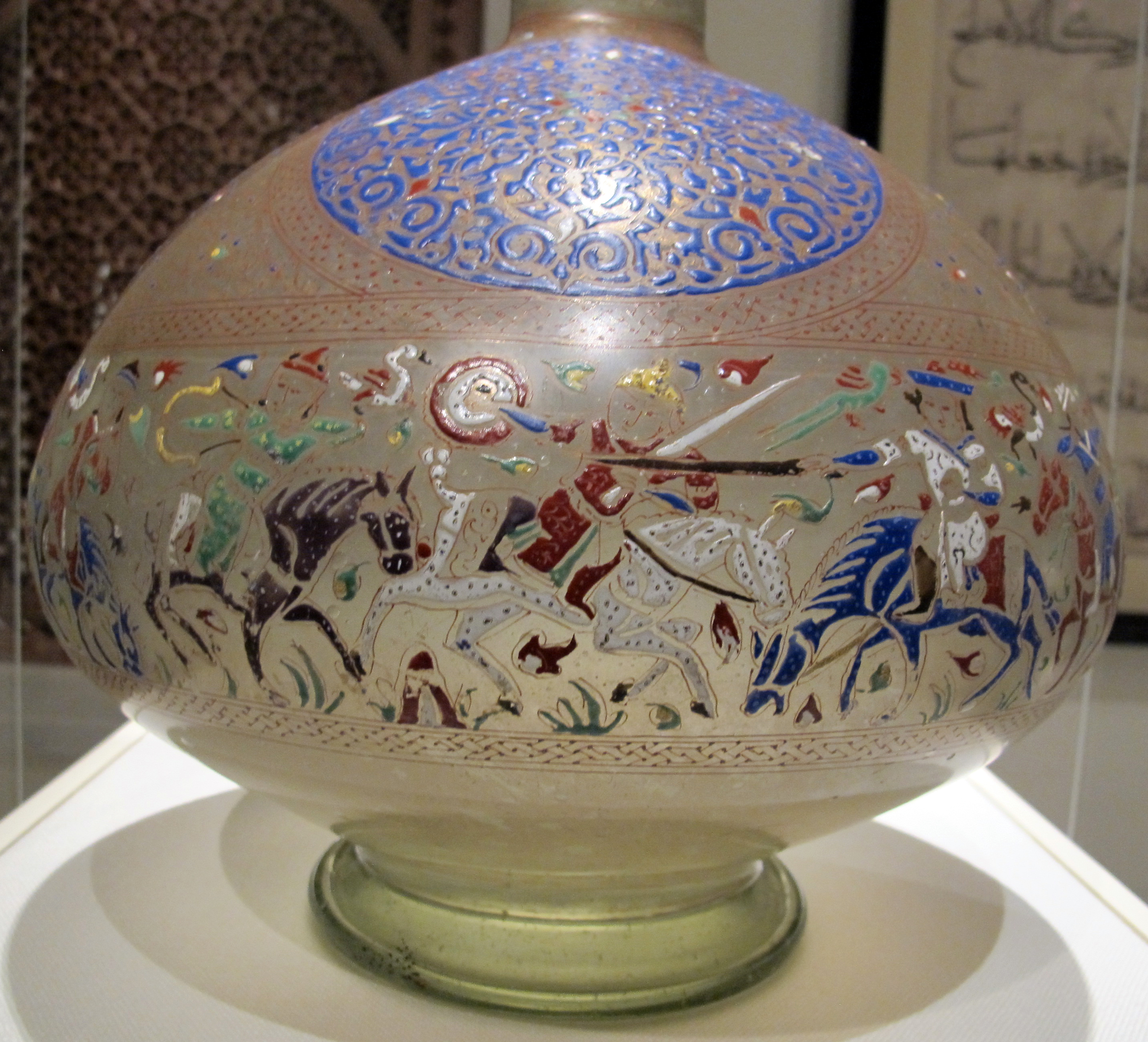
Zománcozott üvegedény a mamlúk korszakból, 13. század, Egyiptom vagy Szíria

Az iszlám üvegművesség úgy az alkalmazott technikák, mint a sokszínű, jellegzetes forma és díszítőmotívumok tekintetében is önálló fejezet az üvegművesség történetében. Az arab hódítások kezdeti szakaszában, a hetedik században az üvegipar Egyiptomban és Nyugat-Ázsia több nagyvárosában már több mint két évezrede virágzott. A muszlim üvegművesek a már kidolgozott technikákat átvették a bizánci és a szászánida mesterektől, köztük az üvegfúvást, az öntést, az olvadt üveggel való műveleteket amelyekkel különböző gazdagon díszített használati tárgyakat készíthettek. Az iszlám világban a hetedik és a tizennegyedik század közé esik az üvegművesség nagy újító és virágzó korszaka, ahol kidolgozták a csiszolt domborműtechnikát, az aranyozást és zománcberakásos eljárásokat, amivel létrejött a muszlim üvegművesek vitathatatlan fölénye a korabeli világban.
Az iszlám üvegművességet az alkalmazott technikák szerint érdemes osztályozni, így megkülönböztetve az  üvegfújást, a melegen megmunkált, vágott és vésett illetve festett tárgyak szerint. A leghíresebb mesterek és műhelyek neve csak ritkán maradt fenn, több ezer anonim üvegműves, Kairótól Delhiig, adták tovább tudásukat egyik generációról a másikra, kísérleteztek a színek, formák, technikák és felületi díszítés módszereivel. 
Az egyik legfontosabb technika az üvegfújás, melynek eszközei évezredek óta változatlanok. Ezzel sikerült a legváltozatosabb formákat létrehozni. A fújt üveget fából készült öntőformák segítségével, magas technikai tudással alakították. Az üvegfúvás első századi feltalálása óta az alkalmazott eszközök ugyanazok voltak, amelyeket szinte a mai napig is használnak erre a célra.  Fúvócső, ollók, öntőformák, nyitott edények és támaszok, lapos kő, amelyen kellően alakíthatják a forró, olvadt, már felfújt üveget.

### Fémművesség

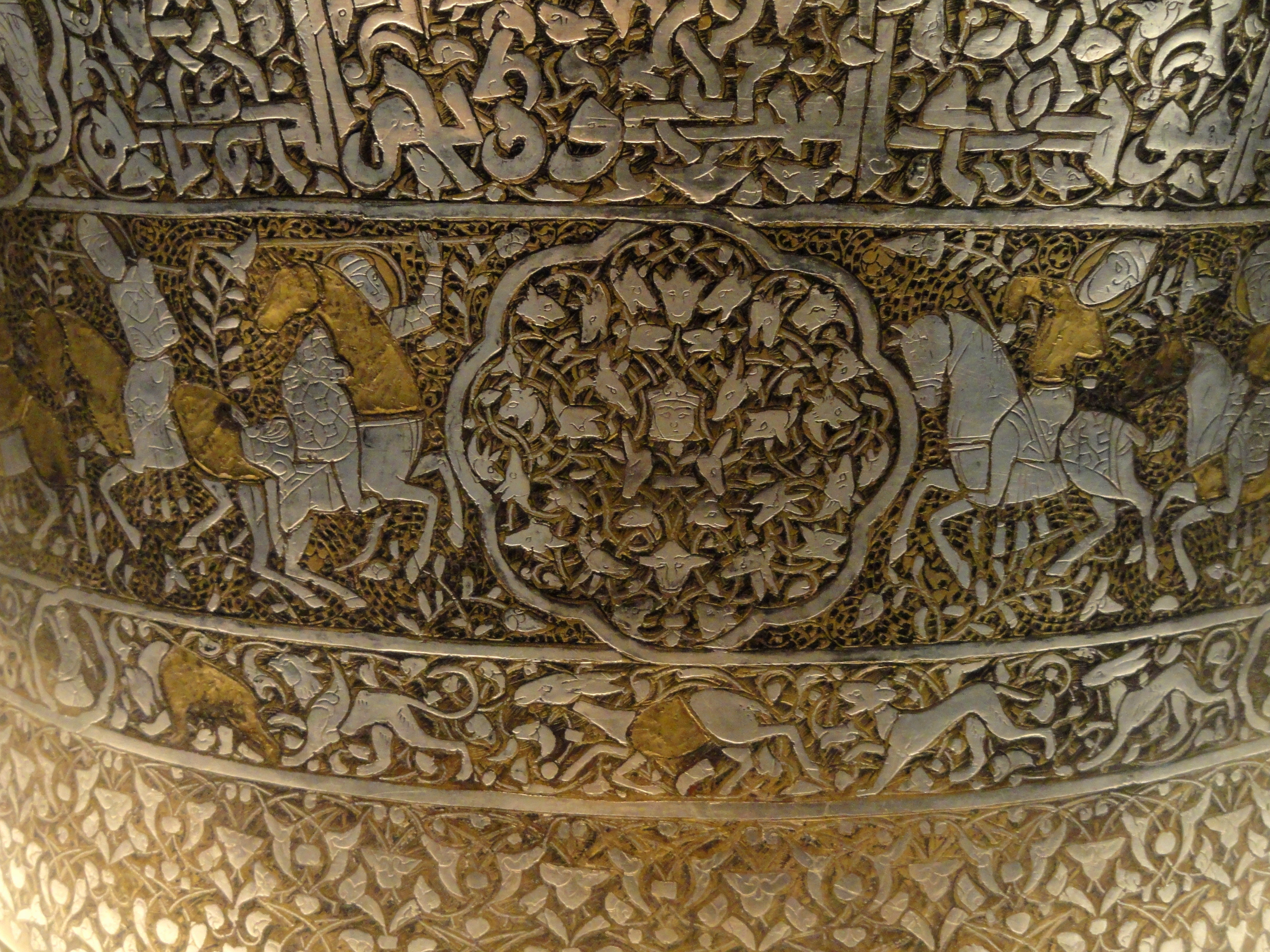
Sárgarézberakásos ezüst mosdótál részlete keresztény és iszlám motívumokkal, Észak-Irak, 13. század közepe

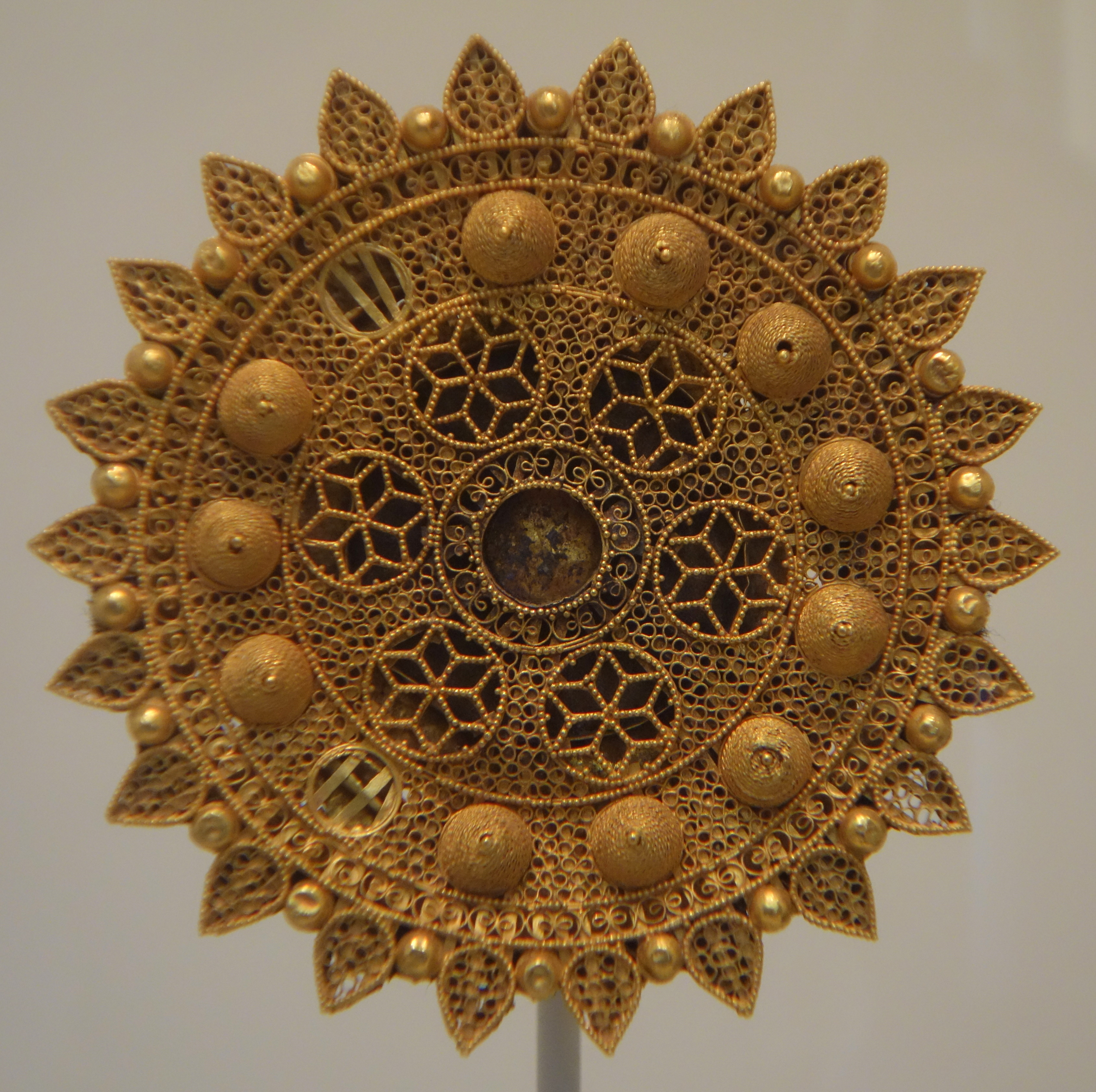
Dekoratív arany kitűző, valószínűleg ruházati kellék a 11. századi Iránból

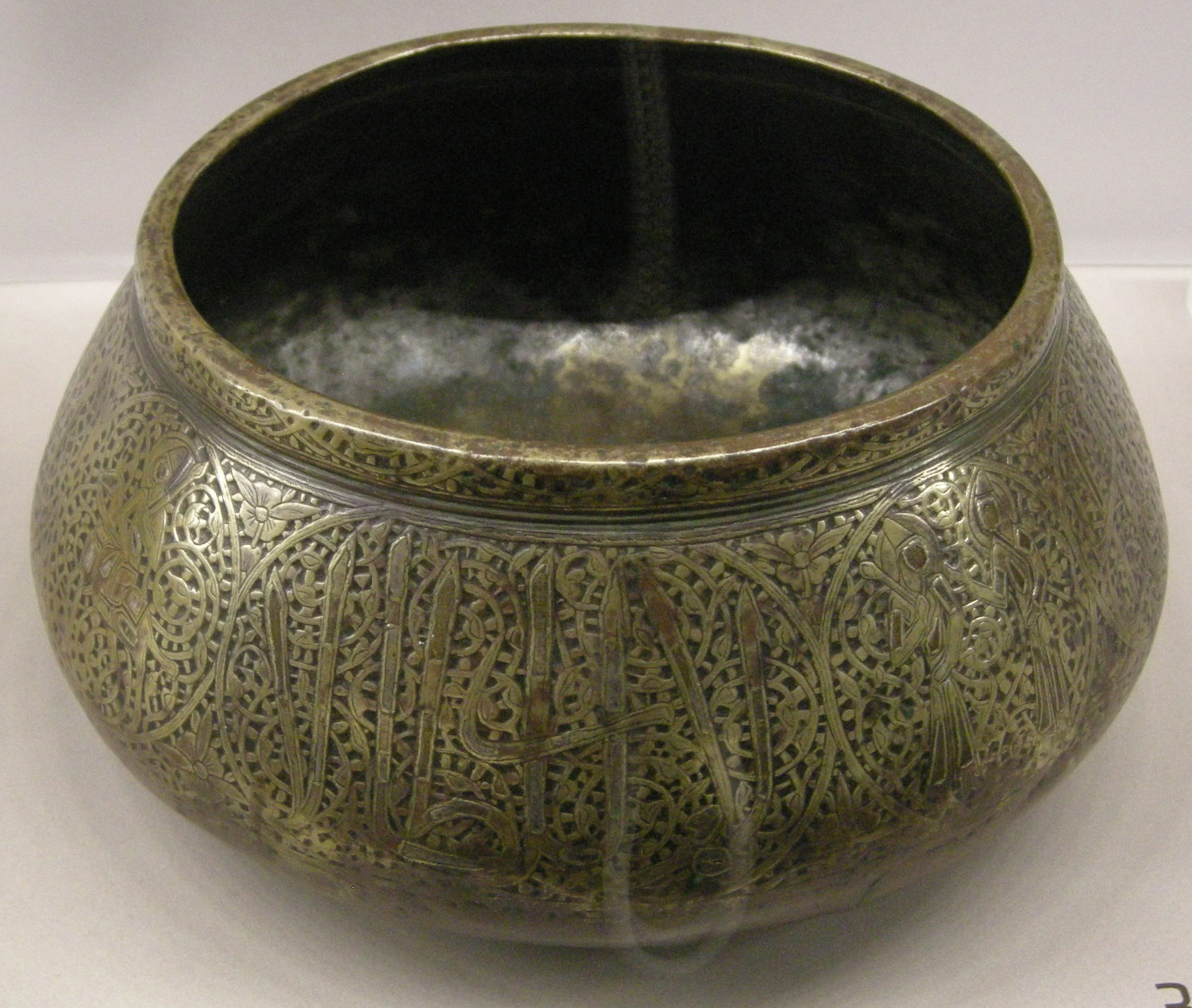
Ezüstberakásos, kalligráfiával díszített rézedény Irán, 14. század

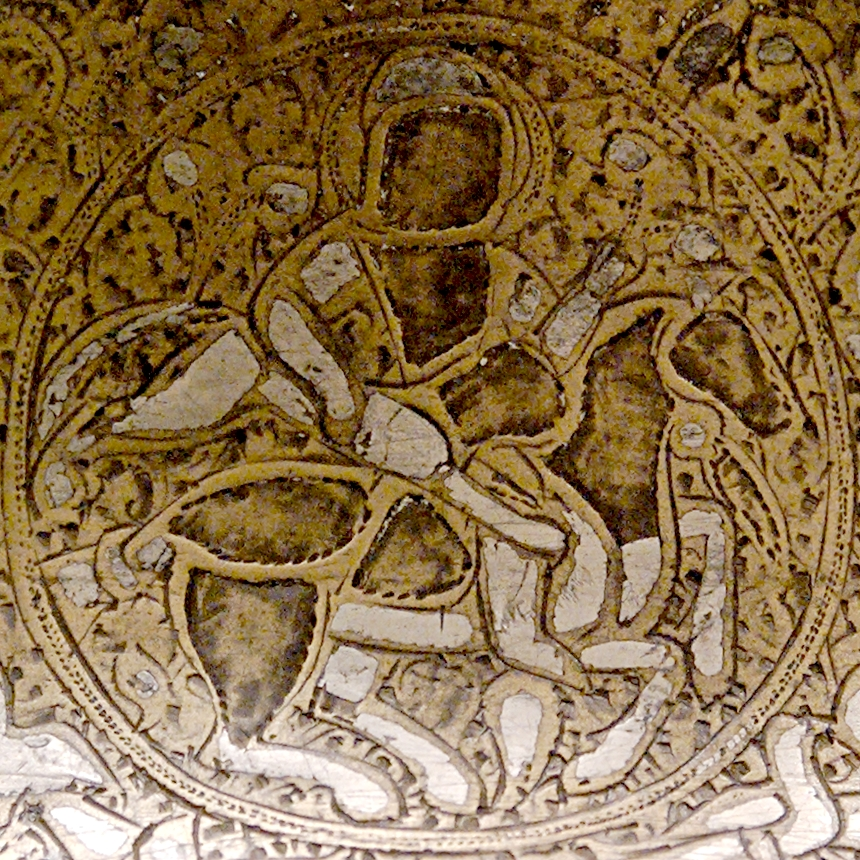
Ezüst gyertyatartóról származó medál, sárgaréz berakással fekete alapon (valószínűleg bitumen), Szíria, 13. század

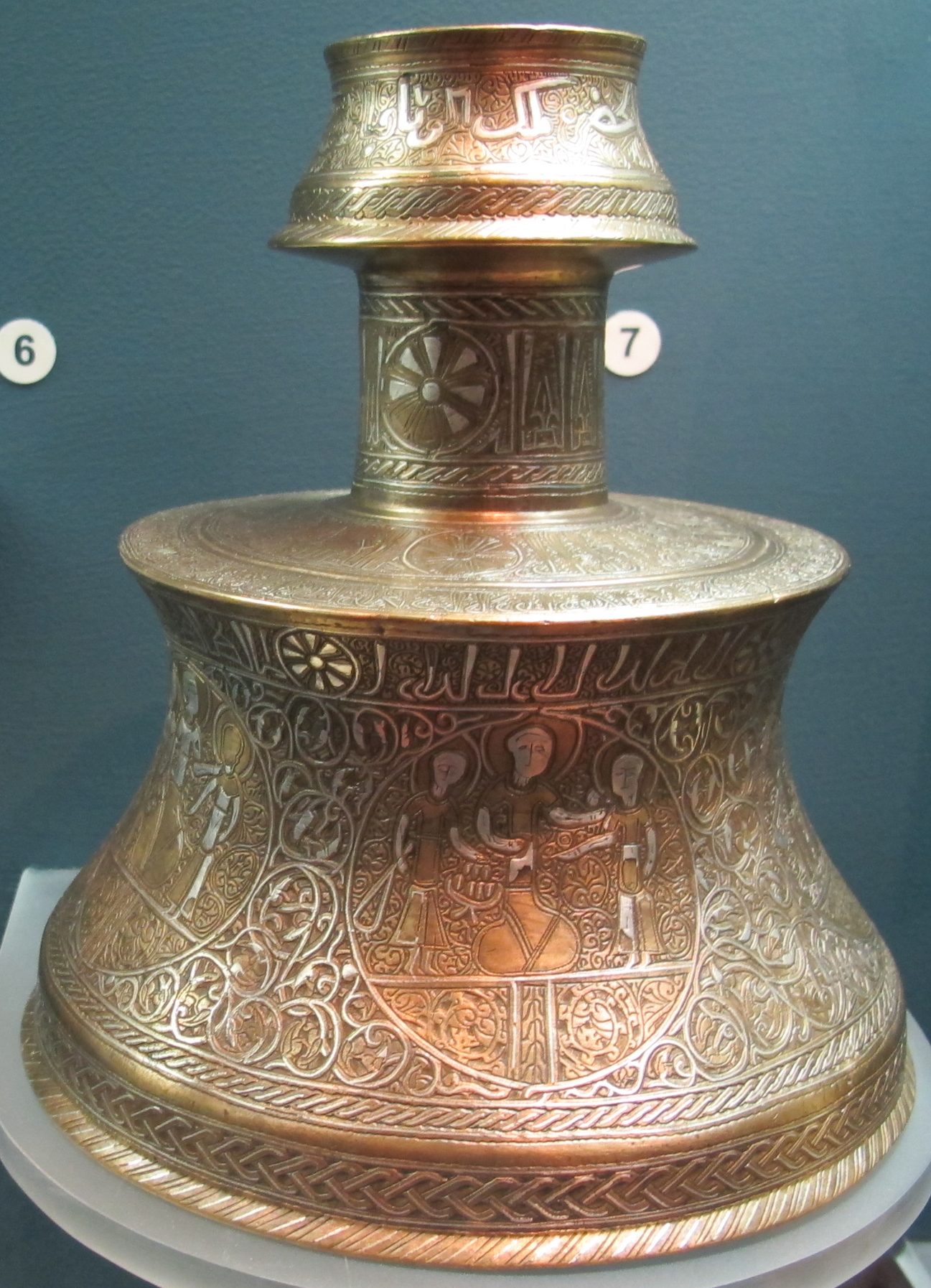
Ezüstberakásos bronz gyertyatartó Anatóliából az Ikóniumi Szultánság idejéből (13. század)

A fémtárgyak a  muszlim  társadalomban fontos szerepet töltöttek be úgy a mindennapi használati tárgyak  mint a gazdag udvarok dísztárgyai kialakításában egyaránt. Az ételkészítés során fémből készült tálak, edények, serpenyők kaptak szerepet de a házak fémszerelvényei, ajtók, ablakok különböző nyílászárók fém díszei, rácsok, erkélyek fontos alkotórészei is fémből voltak. A fegyverkészítés alapvető alapanyaga volt, a fegyver díszes megmunkálása rangot adott viselőjének. Az írástudók fémből készült tolla, a női  piperecikkek, tükrök, keretek, kozmetikai tégelyek, lovak díszített rézszerszámai tanúskodnak a fémek széles körű felhasználásáról.
Csaknem minden akkoriban ismert  fémet felhasználtak, bár a leletek alapján úgy tűnik, a legtöbb használati tárgy sárgarézből vagy bronzból készült, ezüst és arany eszközök meglehetősen ritkán kerültek elő,  pedig az iszlám irodalom illetve miniatúrafestészet meglehetősen sok nemesfém használati eszközt említ. Ennek egyik oka, hogy az iszlám kifejezetten tiltja, hogy az elhunyttal eltemessék értékeit, másrészt az ötvösök a nemesfémeket újra felhasználták, beolvasztották, hogy még szebb tárgyakat készítsenek belőlük. A legtöbb fennmaradt lelet a különböző rablóhadjáratok során iszlám területre jutott hódítok sírjaiból került elő. 
A fémedények gyártása a muszlim világban általában öröklődő családi hagyomány volt. Általában több mester dolgozott egy helyen, de sokszor mint vándor kézművesek járták az iszlám világot. Szorosan kötődtek a helyi mecenatúrához, akik a legjobb mestereket ellátták nemesfémmel, amivel akár kisebb tárgyakat készítettek de azokat elsősorban berakásos intarziatechnikához használtak fel.
A gazdagon díszített tárgyakon többnyire a támogatók neveit is megörökítették, családi címereket véstek beléjük illetve kúfi írással szerencsét hozó feliratokkal látták el ezeket, például: „Szerencsét, örömöt, boldogságot és békét a tulajdonosnak”.
Az iszlám világot behálózó kereskedelem meglehetősen nehézzé teszi egy adott stílus keletkezési helyének megállapítását. Ezt nagyban segítik a tárgyon található, az adott területre esetleg jellemző ikonográfiai részletek és motívumok.
Eleinte az iszlám művészet a meghódított területek stílusát vette át ( júdeai, perzsa, hellenisztikus, római, krétai, bizánci, és szászánida), azonban hamar önálló kifejezésmódot, ikonográfiát, szimbólumrendszert alakított ki. Egy évszázaddal az iszlám keletkezése után már a fémmegmunkálás és díszítés során is létrejött a csaknem egységes ám mindenképp jellegzetes iszlám formanyelv, ami a mai napig alig változott.
A felhasznált fémek többnyire rézlemez vagy öntött sárgaréz, öntött bronz vagy ónozott bronz. A fegyverek damaszkuszi acélból készültek, ezeket ezüst vagy arany berakásokkal díszítették. 
Az Abbászida kalifátus alatt a kilencedik században, Bagdad lett a művészetek, ezzel együtt a kézművesség központja is a muszlim világban. jelentős szerepet játszott az olcsó, tartós réz, amit ekkor tömegesen állítottak elő állt a fémművesség itteni központjában. A legjobb sárgaréz áru Horaszánban készült (akkor Kelet-Irak) ahol bőséges volt a kínálat rézből és ónból és nagy hagyománya volt  a fémmegmunkálásnak is. Itt készítettek először ékkövekkel kirakott arany és ezüst edényeket is.  Ezek a műhelyek Dzsingisz kán hódításai során azonban elpusztultak.
Néhány mester a hódítások elől  el tudott menekülni nyugatra, ahol új kézművesközpontokat hoztak létre, például  Moszulban a Tigris folyó partján. Később jelentős fémmegmunkáló központok jöttek létre Damaszkuszban és Kairóban is. A legtöbb fémleletek ezen időszakban az ezüsttel berakott bronzból készült fémedények, amelyeknek inkább luxus jelentősége volt.  A fő motívumok az indásan tekergő szalagok, medálok és kisebb figuratív minták, feliratok, és arabeszkek voltak.
A tizenharmadik és tizenötödik század között főleg az egyiptomi és szíriai kézművesek kovácsolással készült munkái jelentősek, legismertebbek a bonyolultan kialakított ezüstberakásos bronzedények.  A mesterek finomított berakásos technikákat alkalmaztak, ami elsősorban a római és szászánida időkből volt ismert.
Az intarziás technika viszonylag lágy fémek alkalmazásán alapul, például a réz, arany, és különösen ezüst, ezeket illesztik a keményebb anyagokba, bronzba, sárgaréz tárgyakba. A technika abból állt, hogy először kisebb árkokat, hornyokat véstek a tárgyakba, majd ezt töltötték ki úgy, hogy drótot kalapáltak ebbe, majd a kitüremkedő részeket lecsiszolták. Ezzel a módszerrel olcsó fémtárgyakat is ki tudtak alakítani úgy, hogy drága ezüstberakásos aranyedénynek hasson. Ez az Irán keleti részéről származó technika átterjedt Szíriába és Egyiptomba is, különösen a Damaszkusz és Kairó lettek ennek a finom megmunkálásnak  az  elsődleges központjai.   Ez a gyártási mód  a tizenharmadik és tizennégy században érte el csúcspontját, ebből az időkből származnak a leginkább kidolgozott iszlám kovácsmunkák is.
A mamlúk uralom alatt  a tizennegyedik században különösen megnőtt a fémtárgyak jelentősége, a hódítások során felhalmozott ezüst- és aranytárgyakkal az edénykészítő mestereket ellátva feliratos tárgyak készültek, hogy hirdessék a mamlukok gazdagságát. Elegáns fémtárgyak kerültek át dísztárgyból személyes használatra, az ünnepi tárgyak ezüst és arany berakásokat kaptak. A feliratokat a díszes szulusz írással rögzítették, amelyeket külön keretbe foglaltak. A mamlukok hanyatlása során a fémfeldolgozó kézművesek száma megcsappant és a nemesfémek használata a berakásos technikával gyakorlatilag megszűnt. Helyébe sárgaréz edényeket készítettek, amiket gravírozással díszítettek, bitumennel fedett alapon.
A motívumok az iszlámban előforduló szimbolizmusból táplálkoznak. Az Isten által teremtett világegyetem és a királyok, mint az ő  szolgái. A tálak az égi és földi szférák ellentéteit hangsúlyozták, ezeket sajátságos arabeszk vagy geometrikus mintázattal, kalligrafikus feliratokkal látták el.
A Fátimida korszakban (909 – 1071) a sárgaréz edények egyszerűek voltak és a praktikus használatnak megfelelőek. Ezeket esetenként kúfi feliratokkal díszítették, de  kisebb madarak, állatok, ám elsősorban geometrikus mintázatok is szerepet kaptak.
A kétszáz év szeldzsuk uralkodás alatt a tizenegyedik a tizenharmadik század között, amit az iszlám aranykoraként is emlegetnek úgy a művészetben, mint a tudományban, új dekorációs és innovatív motívumok jelentek meg.  Formalizált, stilizált ornamensek,   amelyek a művész vágyát tükrözték a realizmus iránt. Ugyanez igaz a kovácsolt tárgyak alakjára is, például azok eltértek az eredeti funkció kívánta formától és a szépség jegyében különböző állatokra, növényekre kezdtek hasonlítani. A feliratok az edényeken kalligrafikus díszítéseket kaptak, amelyek magukban is emberi vagy állati alakokat mintáztak. Ez nyilvánvalóan perzsa hatásról tanúskodik, ahol az irodalom befolyásaként  szokásos volt ez a művészi koncepció.  
Csak a tizenhatodik században az oszmán birodalom fellendülésével sikerült a kovácsmesterséget újraéleszteni.

## Iszlám ornamentika, az arabeszk

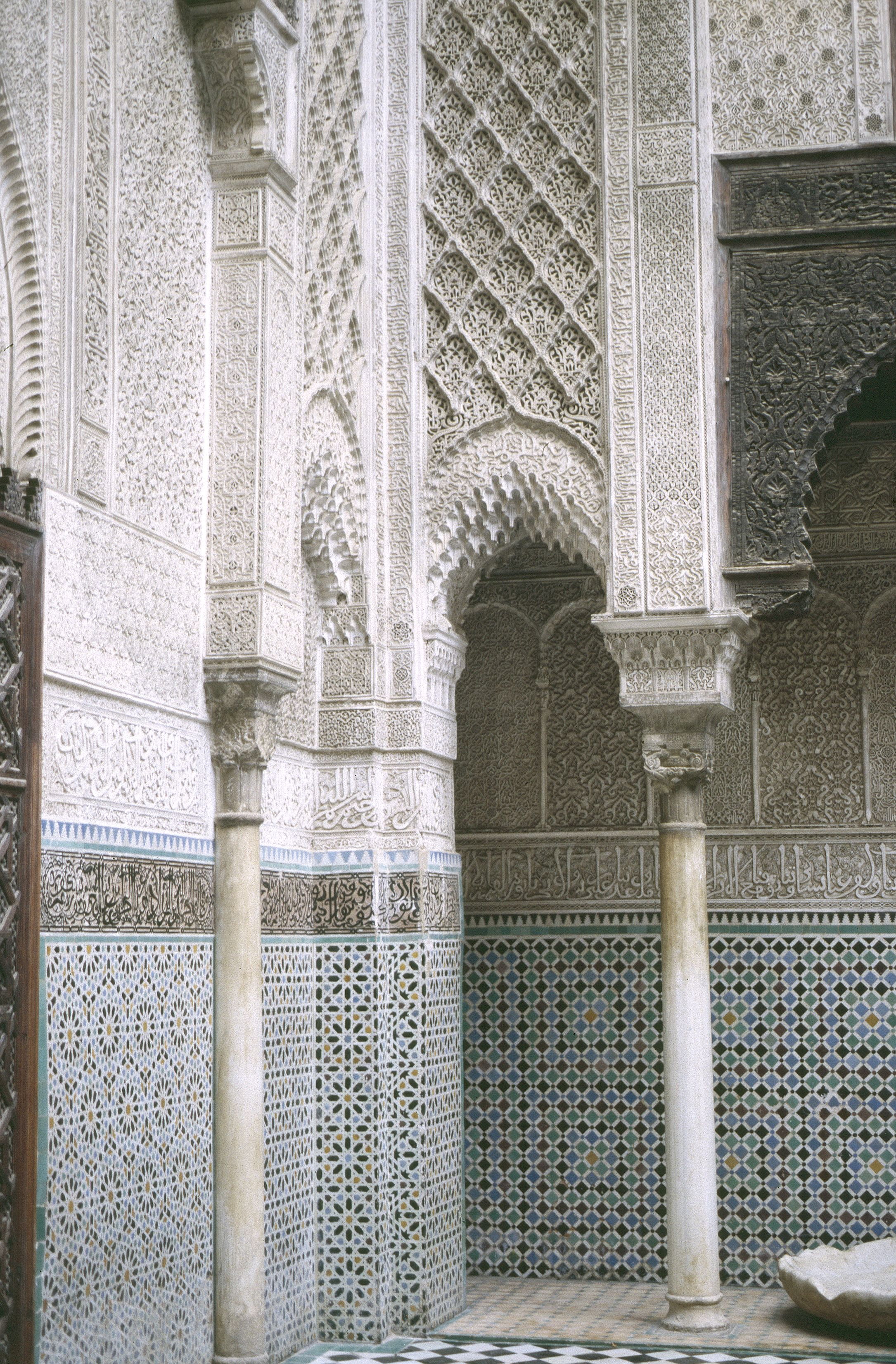
A fezi al-Attarin-medresze fa-, elefántcsont-, csempedíszítései

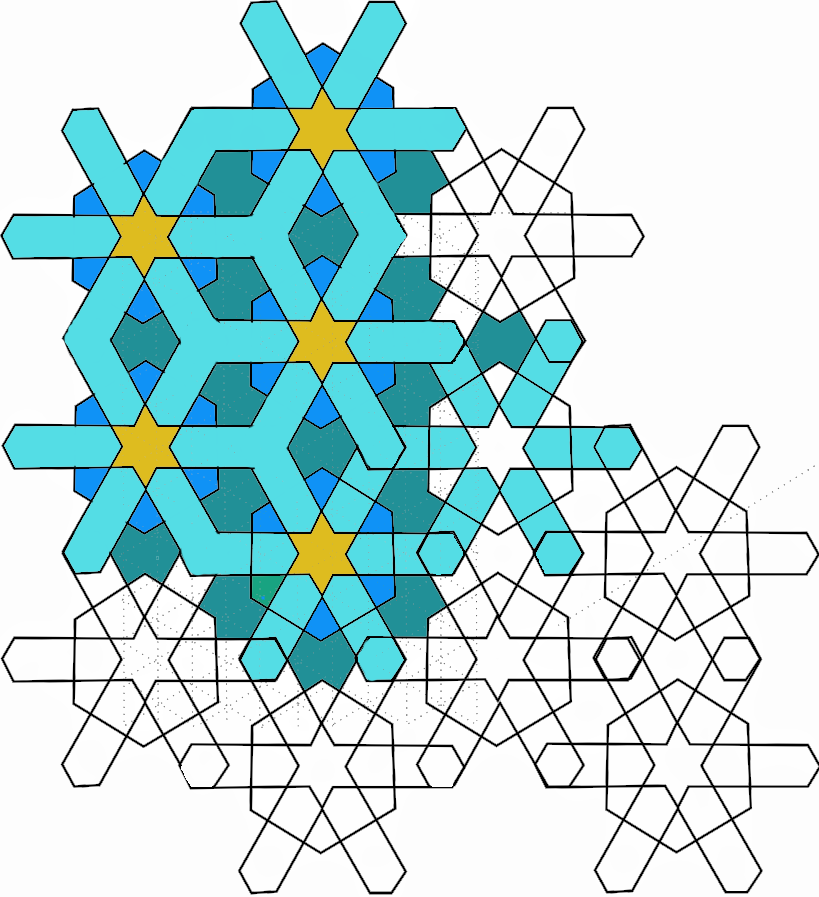
A mintázat kialakítása geometriai formák alapján

Az iszlám művészet máig ismert stílusa a 9–10. században alakult ki, amikor a művészek kifejezésmódja a geometrikus formák felé fordult az élőlények képi ábrázolásának tilalma miatt. Nincs különbség az főbb meghatározó formák és a háttér díszítőfunkciója között. A kilencedik századi Irakban figyelhető meg ennek a folyamatnak a kezdete, amely néhány szamarrai gipszpanel példáján is látható. Itt már tisztán a geometriai elemek dominálnak, ám már a bizánci művészetben az emberalakos ábrázolásoknál bevett szokás volt a háttér ornamentikus díszítése. A hetedik században Abd-al Malik omajjád kalifa által emeltetett Sziklaszentélyt (705–715) Jeruzsálemben szőlőindák és kacsok mozaikjaival díszítették, ezek az elemek lassan már nem a természethűséget, hanem a geometriai szabályok törvényszerűségeit mutatták. A 10. század közepére a bagdadi abbászidák hintették el a tisztán geometrikus díszítési stílust csaknem az egész iszlám világban.
A díszítés anyaga elsősorban a festés, a csempe, stukkó és kőfaragás, de a legszebb példái a fa és elefántcsont-berakásos vegyes technikáknak vannak. Főleg az indiai iszlám területeken kedvelt a féldrágakő berakással készített pietra dura technika is.
Külön alakultak ki a keleti és a nyugati térségek ornamentikus díszítései, sok esetben teljesen eltérő eredményekkel. A 11-12. században a szeldzsuk építészet téglából rakott falain háromdimenziós struktúrákat hozott létre, amelyek kiválóan megfigyelhetők a divrigi nagymecset kapuzatának és mihrábjának kialakításán. Szoltánijében Öldzsejtü ilhán nagykán sírjánál (1310 körül) a karzat díszítése festett papír és a gipsz felhasználásával készült, amelyeket míves faragással láttak el.
Az oszmán udvarban ezt a stílust a kínai díszítőelemek figyelembevételével alakították át saját (szasz=toll) stílussá, amire a kevésbé geometrikus, a virágokra jobban hasonlító ábrázolásmód volt a jellemző. A 14. század során az arabeszkdíszítés elvesztette vonzerejét, a tervezőművészek kelet felé fordultak, elsősorban a kínai növénymotívumok felé (rózsa, lótuszvirág, krizantém). Az arabeszkekhez hasonlóan az épületeken kikísérletezett mintákat különböző tárgyakon is felhasználták, így megjelentek a textil, szőnyeg, edény illetve a kéziratok felületein is. A timuridák korában ezeket a mintákat sokszorosították, papírkliséket gyártottak, amivel szinte az egész iszlám világot ellátták.
Az iszlám művészek a klasszikus hagyományt egyesítették az idők során a matematikusok, csillagászok és tudósok eredményeit felhasználva bonyolult geometriai mintázatokkal. Ennek hosszú távú célja az volt, hogy  egy olyan új formáját alakítsák ki a dekorációs művészetnek, amelyben az elsődleges szempont a rend és a belső egység.
Az egyszerű geometrikus formák, mint a kör és a négyzet, háromszög, rombusz folyamatosan ütemesen ismétlődnek, így kialakul egy minőségileg magasabb rendű mintázat, az átlapolt és egymásba érő elemek rendezett, de bonyolult dinamikus kombinációja, amely évszázadokon át az iszlám dekoráció fő sajátossága maradt. Ugyanakkor ez a díszítésmód képes volt folyamatosan megújulni, új elemeket  létrehozni, akár kalligrafikus dekorációval, növényi  indákkal bővíteni.
Az arabeszk kifejezést az európaiak alkották meg a 15. vagy 16. században, amikor a reneszánsz könyvkötészet mesterei arab díszítőmotívumokkal látták el alkotásaikat. A hangsúly itt már nem a geometrián, hanem indák és levelek, virágmotívumok kusza, mégis rendezett alkalmazásán alapul. Széles körben elterjedt a művészetek területén, zenében, táncban, ahol a szélesen, díszesen kanyargó témákat nevezik arabeszknek.

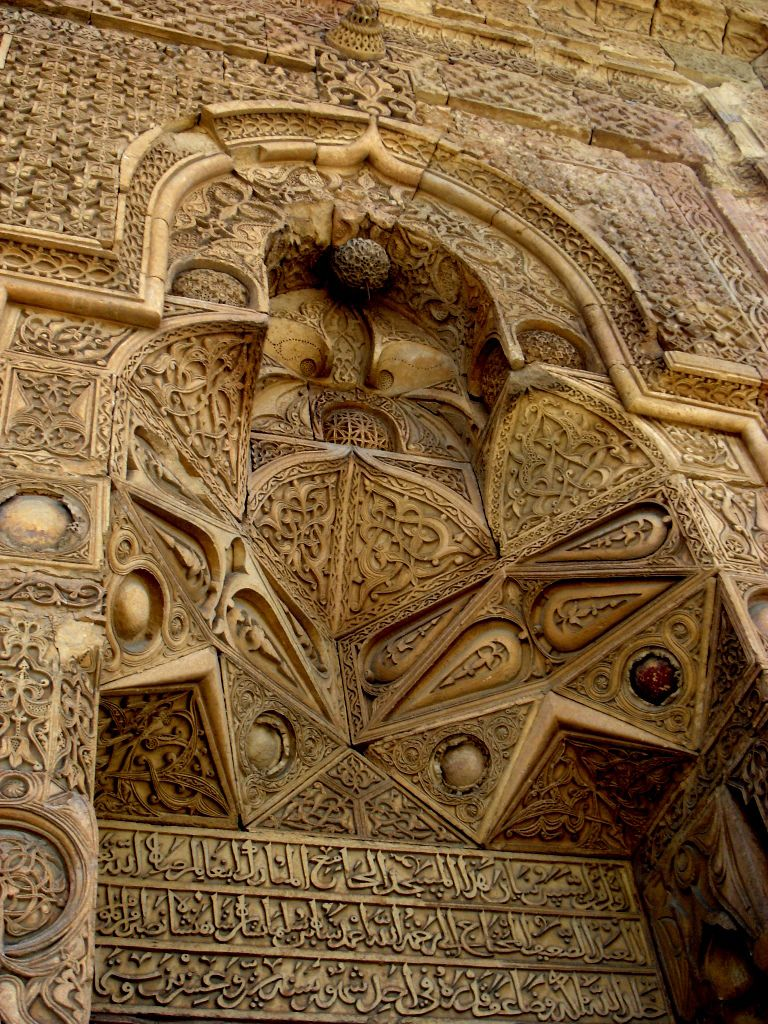
A divrigi nagymecset bejárata arabeszk illetve  geometrikus díszítéssel, a Koránból származó kalligrafikus feliratokkal  (1228–1229)
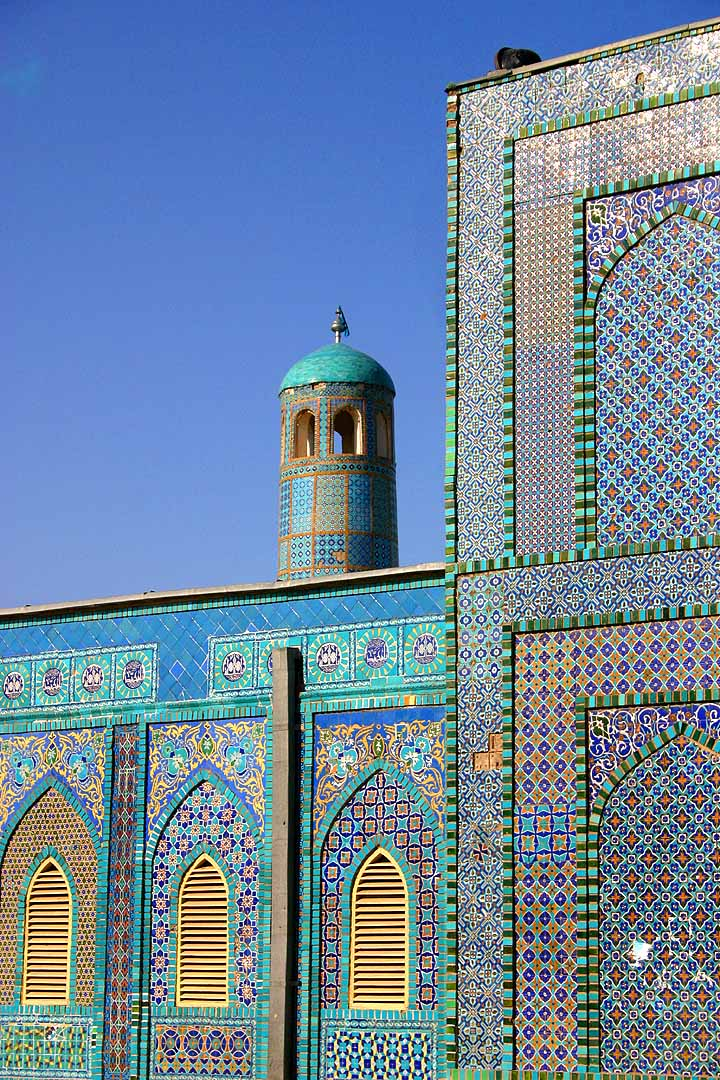
A Mazar-e Sarif-mecset szigorúan geometrikus csempedíszítése Afganisztánban
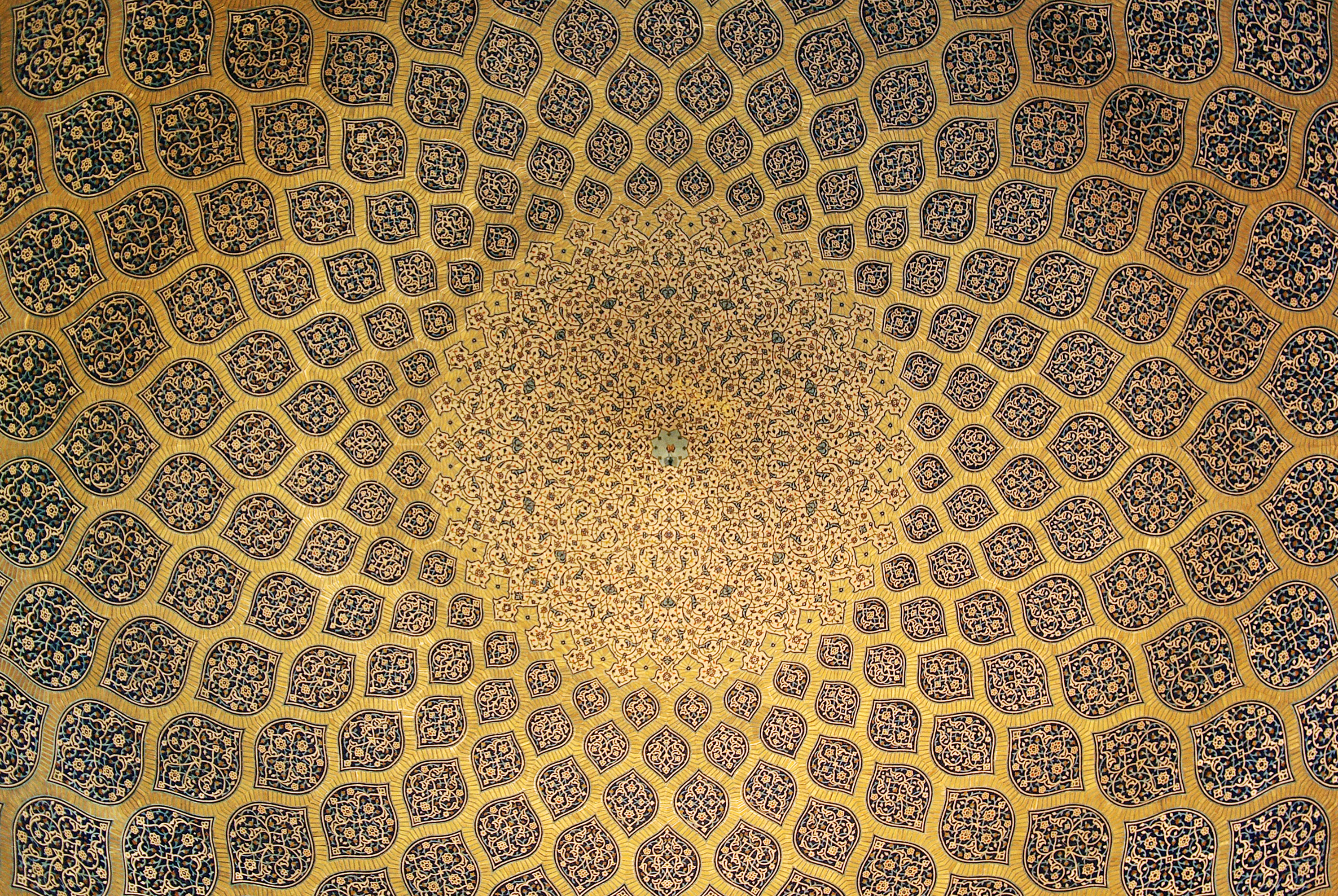
Az iszfaháni Lotfolláh sejk-mecset kupolacsarnokának szimmetrikus mintázata
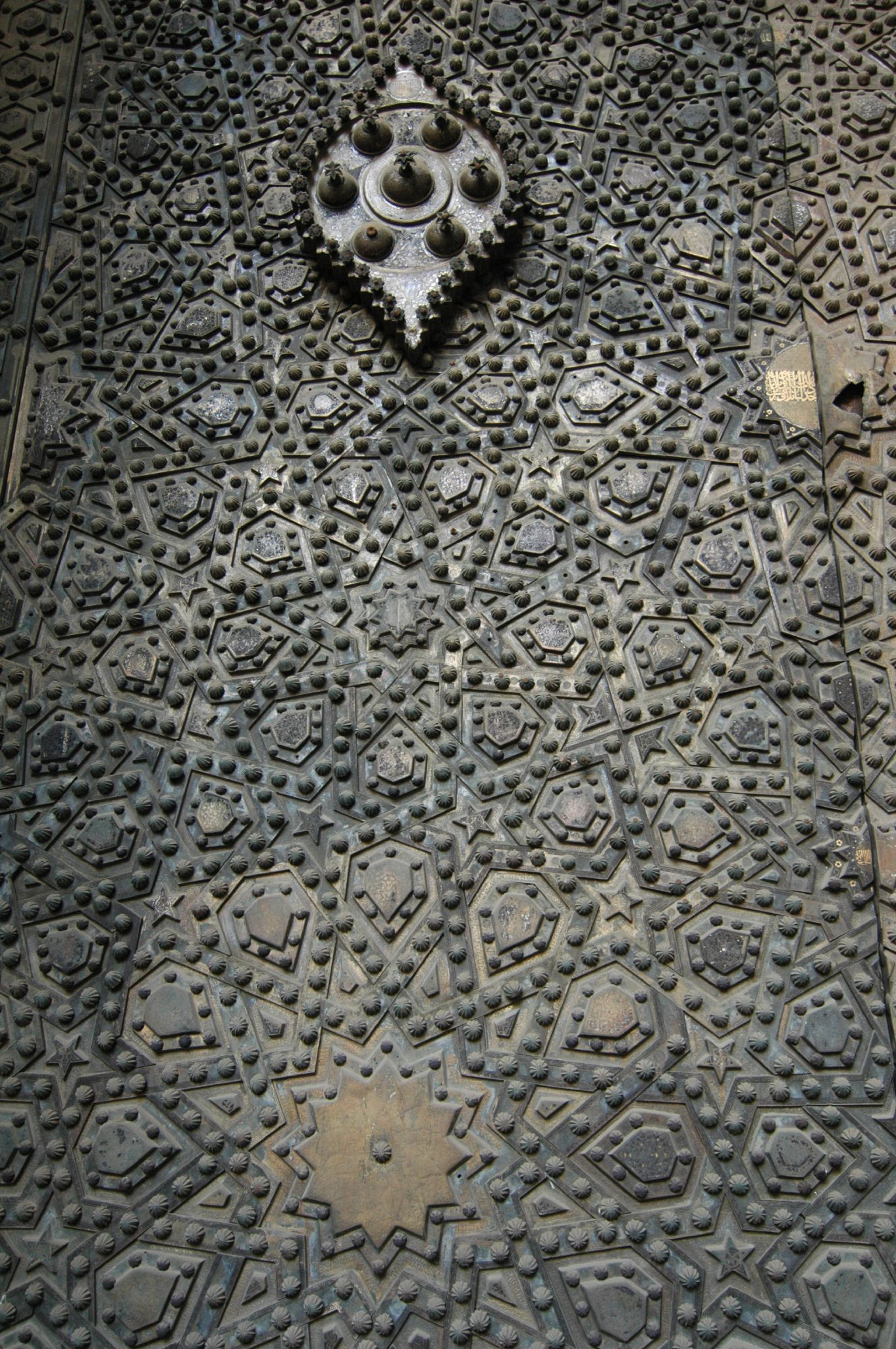
Hasszán szultán-mecset geometrikus mintázattal faragott ajtaja Kairóban
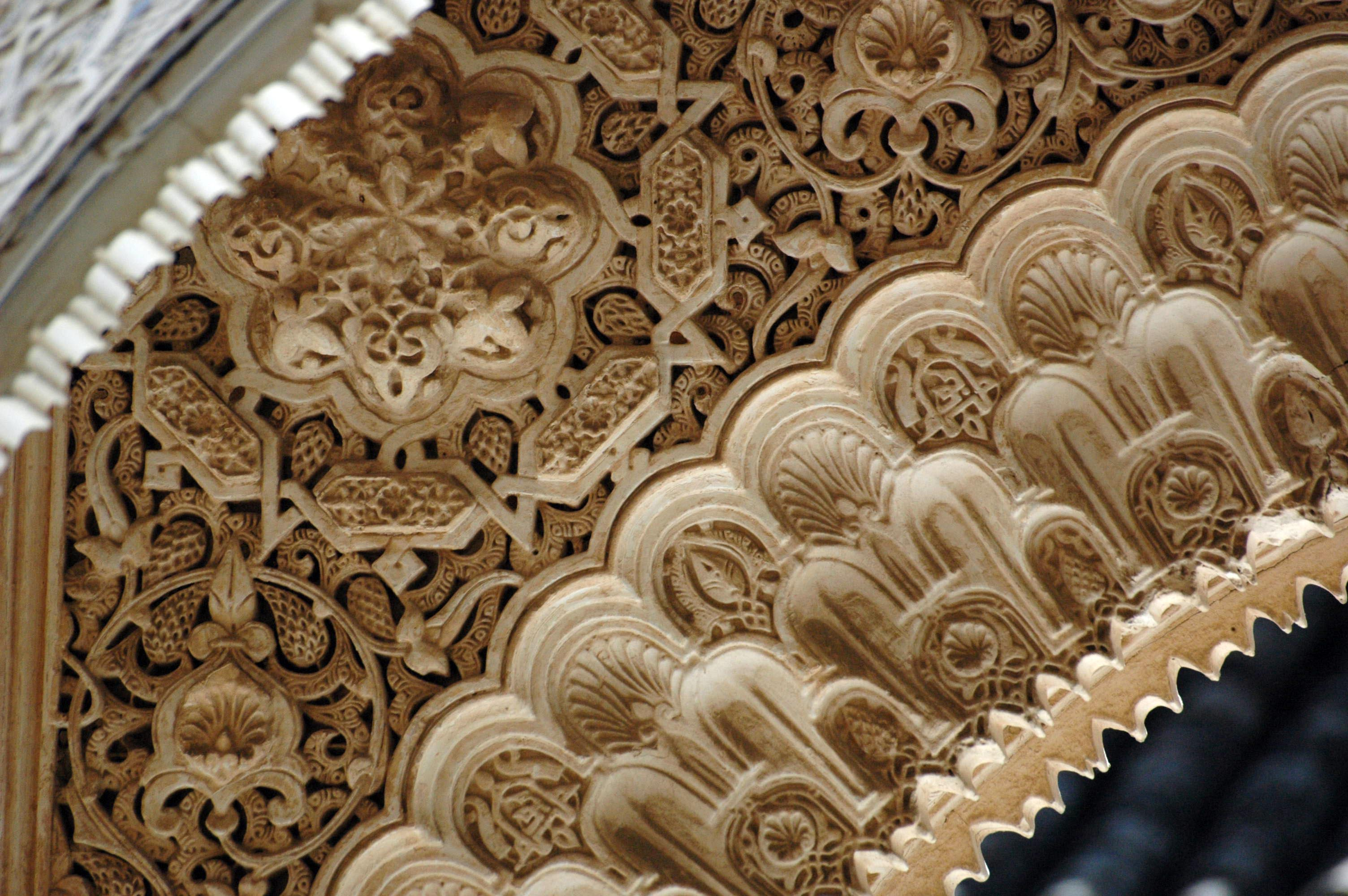
Gipsztukkó díszítés az Alhambrában (Spanyolország)
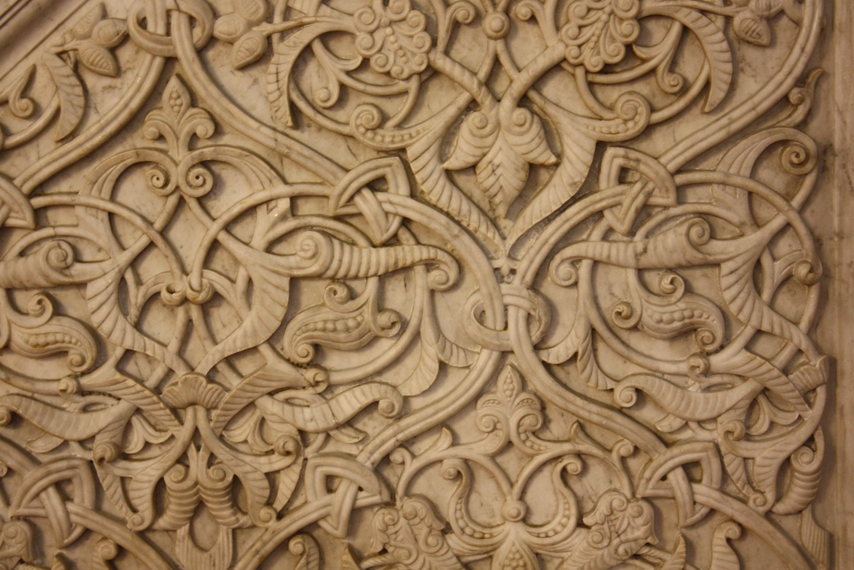
Arabeszk kőfaragás a damaszkuszi Omajjád-mecsetben
Pietra dura technikával keretezett finom márványfaragás a Tádzs Mahal belső terében
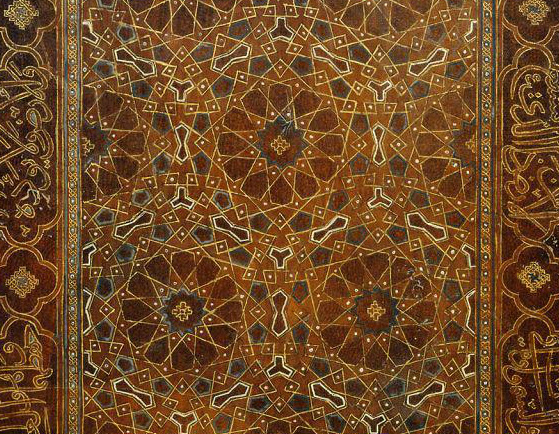
Geometrikus mintázat a Korán egy fedőlapján

## Az iszlám művészet története
Az iszlám szerint a Mohamed előtti korhoz a tudatlanság idejének fogalma (Dzsáhilijja) társul. Ez az a kor, amelyben az emberek még nem megvilágosodottként élik az életüket, és a társadalomra a pogányság és a barbárság a jellemző. Bár művészettörténeti szempontból nem teljesen feltárt időszakról van szó, úgy tűnik hogy ebben az időszakban a tudományok és művészetek meglehetősen korlátozott teljesítményt mutatnak. A nomád arab törzsek luxuscikkei többnyire importból származnak, míg a különböző oázisokban letelepedett kereskedőréteg építészeti jellegét főleg a szíriai, a hellenisztikus hagyományokra visszatekintő Palmüra, illetve a nabateusPetrában megfigyelhető építészeti elemek határozzák meg. Ezekből a stílusjegyekből a korai iszlám művészet is jócskán merített. A vallás megjelenését közvetlenül megelőző időszakban (a Lahmidák és Gasszánidák alatt) a városi életmód a később a perzsa költészetben is a magas fényűzés szinonimája volt. Ezek a kultúrák azonban az iszlám művészetnek nem tekinthetők közvetlen előképének.
Bár az arab világ teljes történelmi múltjának ismerete elengedhetetlen a hit és a hitgyakorlat, az arab nyelv és irodalom megértéséhez, sokkal inkább a 7-8. században meghódított iszlám területek , azaz az Atlanti-óceántól a Közép-Ázsiáig terjedő gazdag kultúrkincs, a bizánci kultúrával való találkozás Anatóliában, illetve az indiai hódítások és eszmék megjelenése befolyásolta.
Mohamed fellépése után a művészeti formák a vallás előírásaihoz kezdtek idomulni. Már a korán is megállapításokat, és iránymutatásokat tartalmazott a művészetekhez való hozzáálláshoz, bár ezeket később különbözőképpen értelmeztek. A koránban például található leírás a dzsinnek műtárgyak létrehozására való képességéről. Ezt értelmezték a muszlim teológusok úgy, hogy a műalkotás az, amin az ember csodálkozik, ami ámulatba ejti, de értelmezték úgy is, hogy mindenféle műalkotás egy valótlanság, amely félrevezeti az embert, ezért elítélendő.

### Szíria és Palesztina az Omajjád kalifátus alatt
A 661 és 750 között uralkodó Omajjád dinasztia uralma alatt a Közel-Keleten, Észak Afrikában és az Ibériai-félsziget déli részén készült műalkotások együttese. Legjelentősebb napjainkig fennmaradt építészeti alkotásaik közé tartozik a jeruzsálemi Szikladóm Izraelben, a damaszkuszi nagymecset Szíriában és a Córdobai nagymecset az Ibériai-félsziget déli részén.

### Az Abbászidák művészete Irakban, Iránban és Egyiptomban

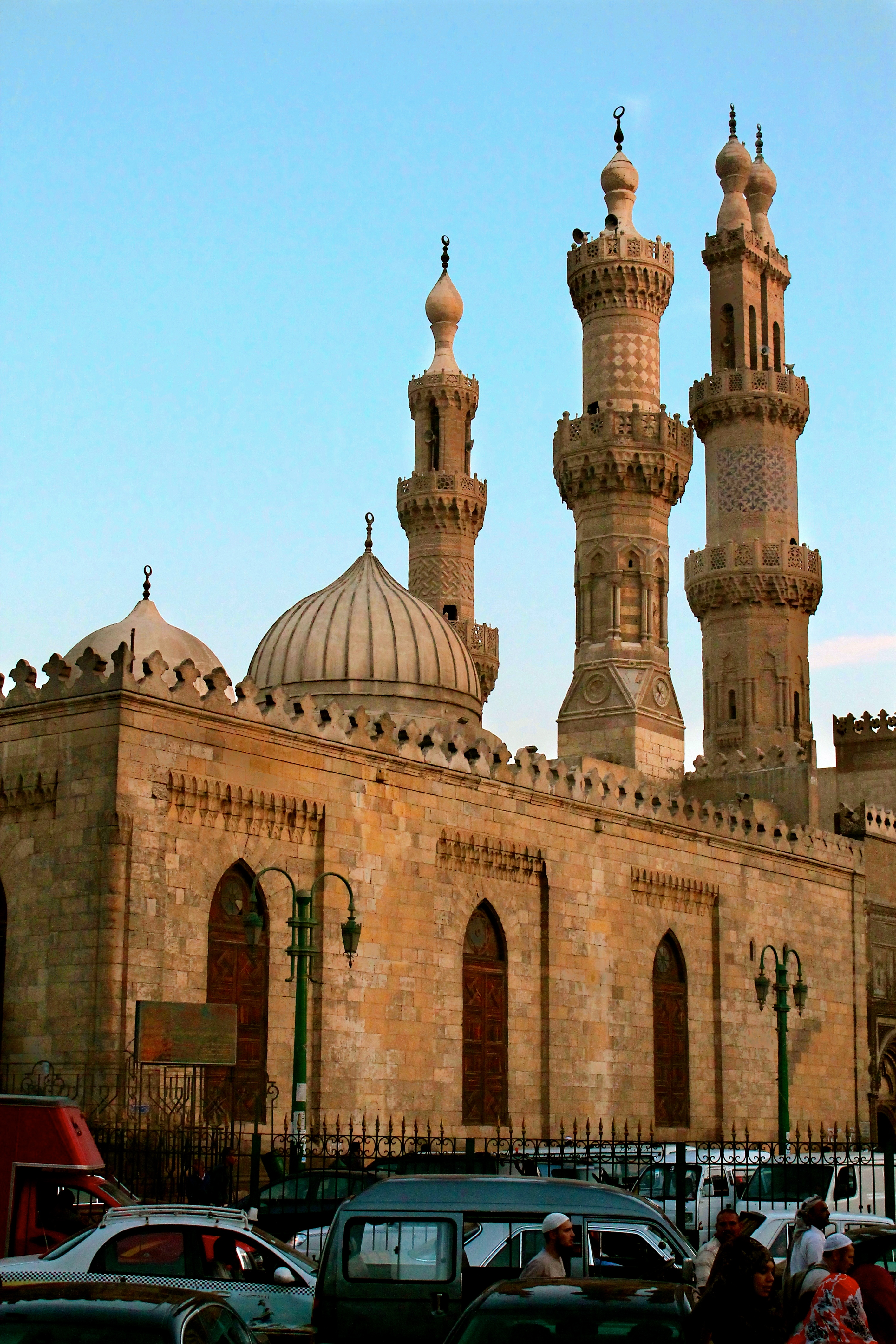
A kairói Al-Azhar mecset a Fátimidák alatt épült

Abbászida művészet alatt tárgyaljuk a 750 és 1258 között uralkodó Abbászida-dinasztia uralma alatt a Közel-Keleten, Észak Afrikában, ezen belül főként Irán, Irak és Egyiptom területén készült műalkotások együttesét.

### Aglabidák és Fátimidák Tunéziában és Egyiptomban
A 10.-12. században részben a mai Tunézia és Egyiptom egy részén uralkodó síita Fátimidák uralma alatt Észak Afrikában, ezen belül főként Tunézia és Egyiptom területén készült műalkotások együttese.

### Szíria, Palesztina és Egyiptom az Ajjúbidák és mamlukok alatt
Az ajjúbida művészethez tartozik a 12.-13. században Szíria és Egyiptom egy részén uralkodó Ajjúbida-dinasztia uralma alatt a Közel-Keleten készült műalkotások együttese.

### Ibériai és marokkói dinasztiák művészete

#### A spanyol Omajjádok

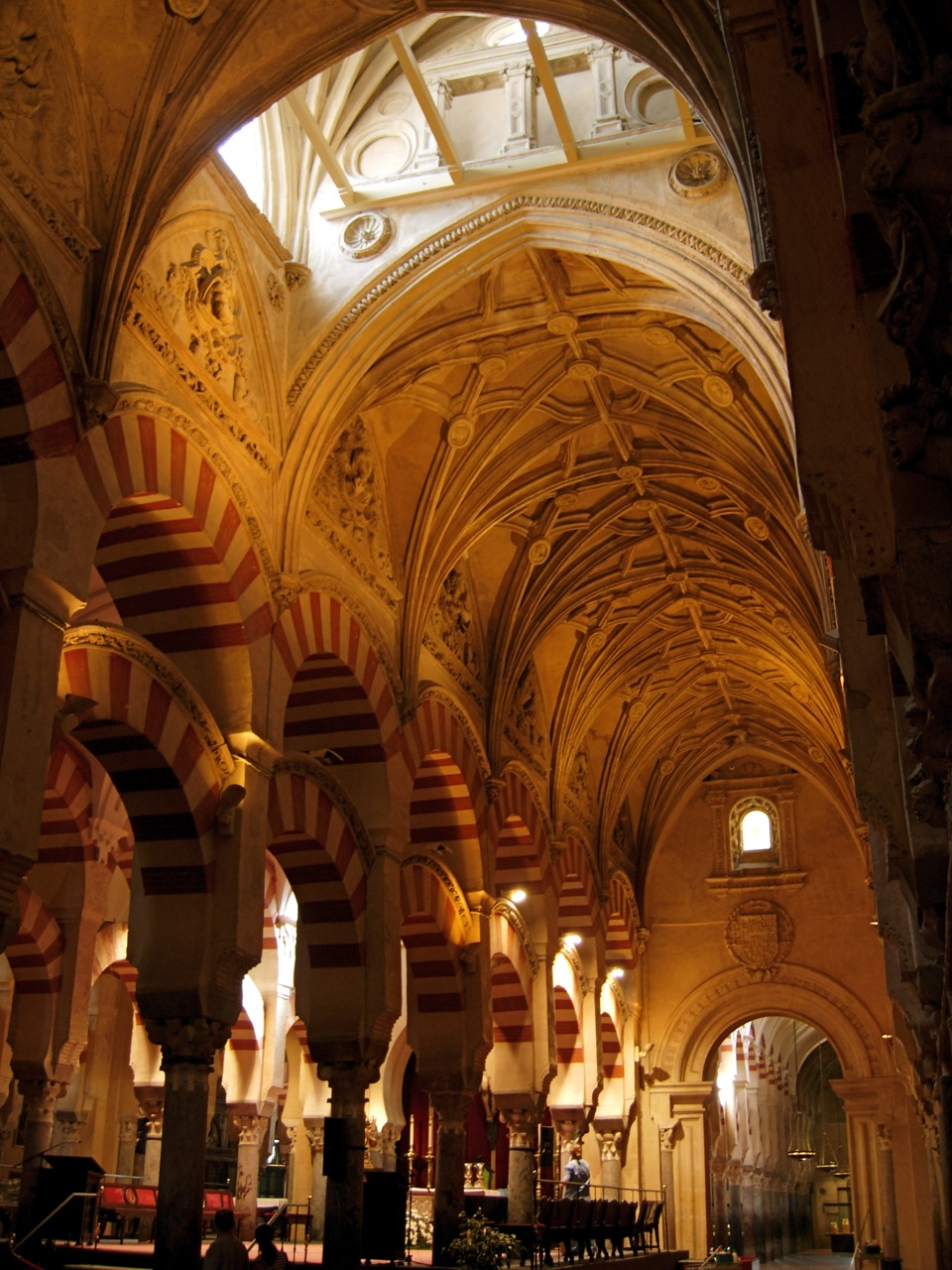
A córdobai nagymecset belső tere

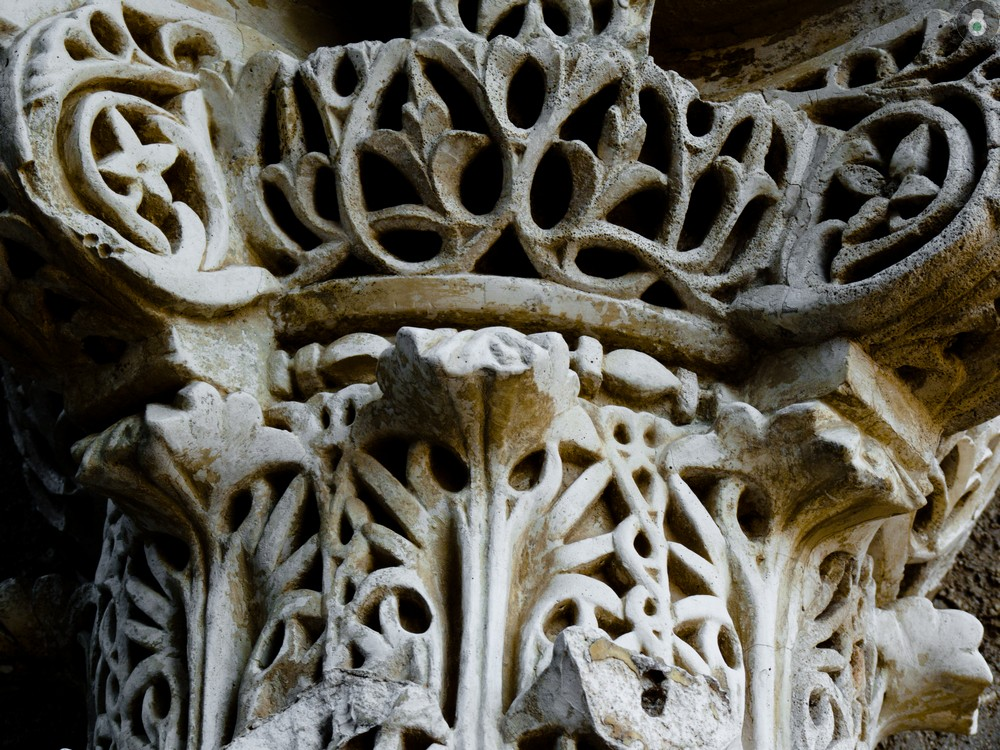
A medianai al-Zahra egyik díszesen faragott oszlopa

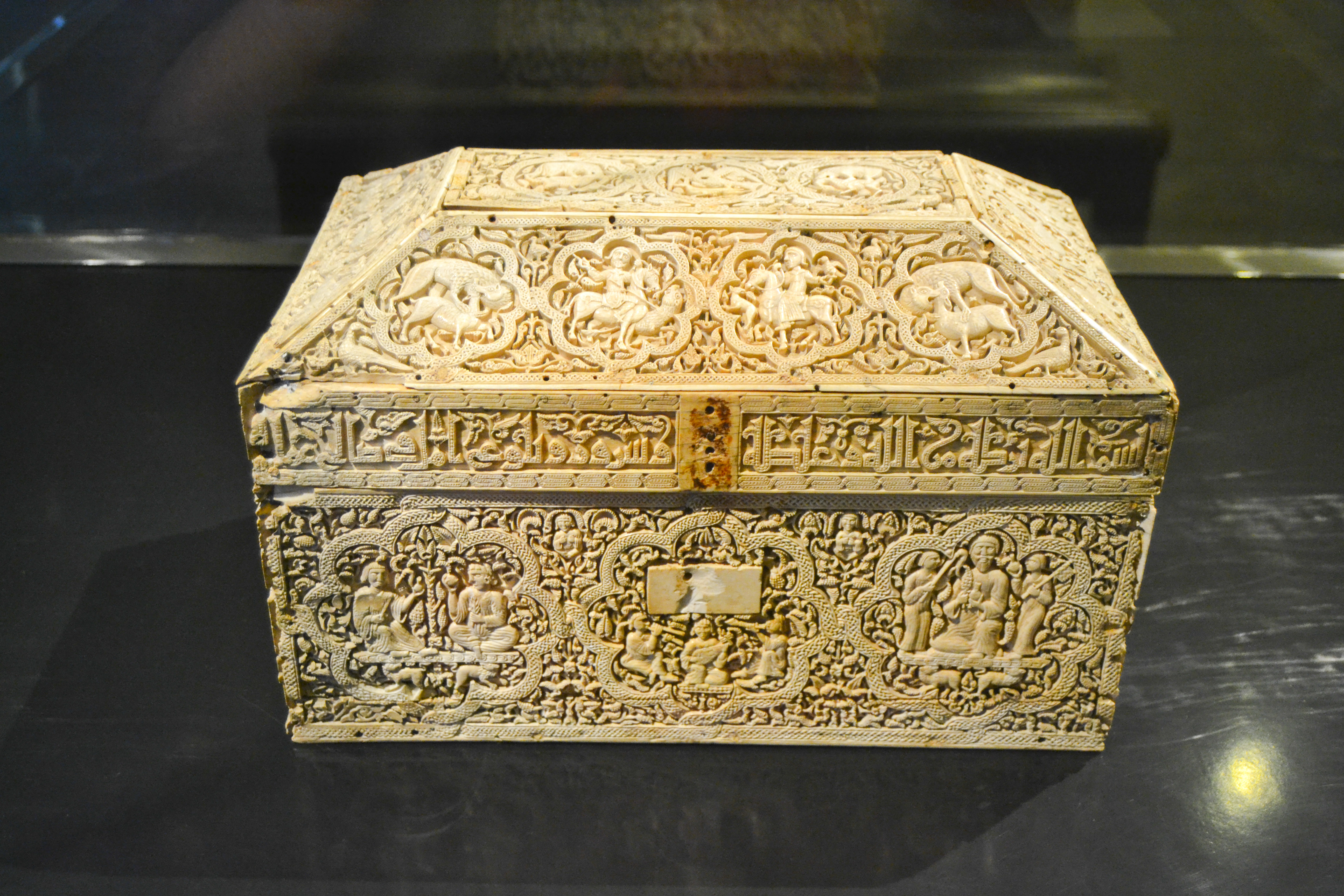
Elefántcsont ládika a Córdobai Kalifátus korából

Nyugaton a muszlim terjeszkedés elérte Észak-Afrika földközi-tengeri területeit, majd a Gibraltári-szoroson keresztül eljutott Hispániába, ahol 711-ben a berberek segítségével legyőzték a vizigót Roderik királyt. A sereg elfoglalta az Ibériai-félsziget fontosabb városait, sőt még a Frank Királyságban fekvő Narbonne-t is. A terjeszkedést 732-ben Martell Károly Poitiers és Tours közötti csatában állította meg. Amikor a damaszkuszi Omajjád-dinasztia  750-ben az abbászida forradalom következtében megbukott, a kegyetlen leszámolást csak egy Omajjád élte túl Abd al-Rahmán, aki később az Ibériai-félszigetre menekült, és ott córdobai székhellyel megalapította a hispániai Omajjád-dinasztiát, a Córdobai Kalifátust. Utódai a várost virágzó kulturális és tudományos központtá tették, és 756–1031-ig fennhatóságuk alatt egy toleráns befogadó jellegű centrum alakult ki az Ibériai-félsziget muszlimok uralta részén (arabul al-Andalusz) a körzetben, amelynek nemcsak az észak-afrikai muszlim államokkal volt jó kapcsolata, hanem a keresztény Bizánccal és az észak-spanyolországi keresztény királyságokkal is. Kulturális központként talán a korszak legjelentősebbjének számított. Híres volt a Córdobai egyetem, amely az ott tanító tudósok szabad véleménynyilvánítását támogatta.
A gazdag polgárok és emírek versengtek a fényűző paloták építésében, próbáltak túltenni az Abbászidák damaszkuszi és szamarrai építkezések pompáin is.
Abd al-Rahmán Córdobában megkezdte a nagymecset építését, amit később folyamatosan bővítettek. A 15. századtól ezt ugyan  keresztény templomként használták, de addig a spanyol Omajjádok hatalmának és nagyságának egyik szimbóluma volt.   Eredetileg tizenegy hajós imateremként épült, előudvarral és patkóíves árkádokkal. II. Abd al-Rahmán 833-ban folytatta a bővítést, majd II. Hákim 965-ben újabb építményeket húzott mellé. Egymást keresztező tartóbordáit örmény illetve iráni stílusban alakították ki. A pilléreket összekötő bordákat bizánci mesterek pazar mozaikberakásai díszítették. A patkó alakú mihráb az udvari művészet kifinomult példái.
II. Ad al-Rahmán a spanyol udvarra is hatással volt. Kifinomult muszlim szokások terjedtek el az étkezésben, ruházatban, meghonosodott a fürdőkultúra, a társasági élet átformálódott (például ide köthető a sakk elterjedése) új költészeti stílus alakult ki, a zene keleties  jelleget öltött.
Iparművészetére jellemzőek az olyan luxustárgyak, mint például a faragott elefántcsontdobozkák, aranyozott ezüsttárgyak, bronz állatszobrocskák, gazdagon díszített szőtt, festett selyemkendők,    vagy a paloták barokkosan túldíszített ornamensei, amelyek hol márványból, hol gipszstukkókkal készültek, vagy a szökőkutak finoman faragott szökőkutak, III. Abd al-Rahman palotájában Madinat al-Zahrában figyelhetők meg. II. al-Hakam bővítései a  córdobai nagymecsetben  egyáltalán nem maradtak el elődei építészeti megoldásai mögött, így együttesen hirdették az európai muszlim dinasztia fényűzését és rangját az egész iszlám világban.
Bukásával párhuzamosan, a 11. század elején a különféle arab és berber hadúri családok önálló államokat alapítottak, amelyeket táifáknak nevezünk.

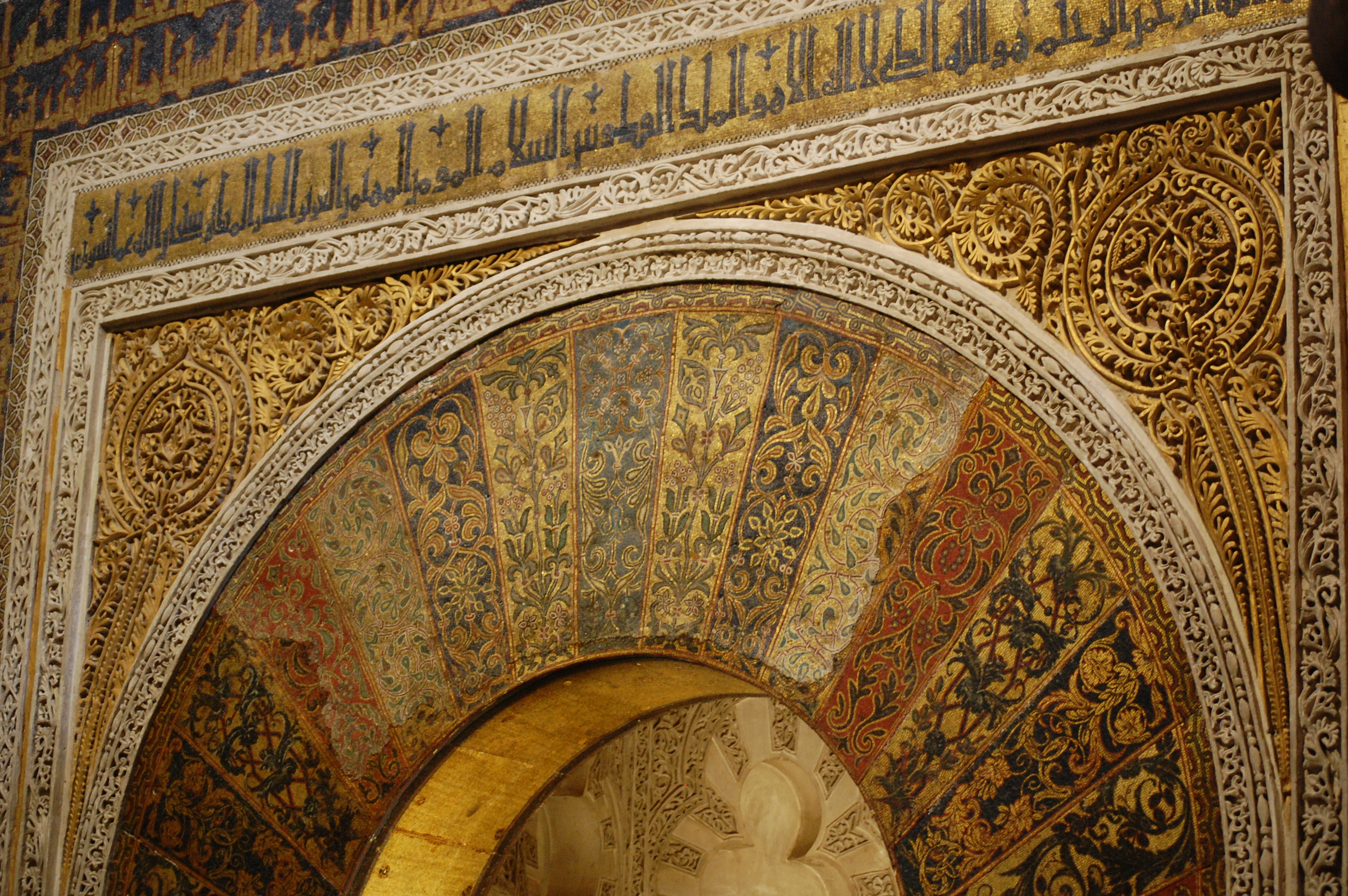
A córdobai nagymecset mihrábja
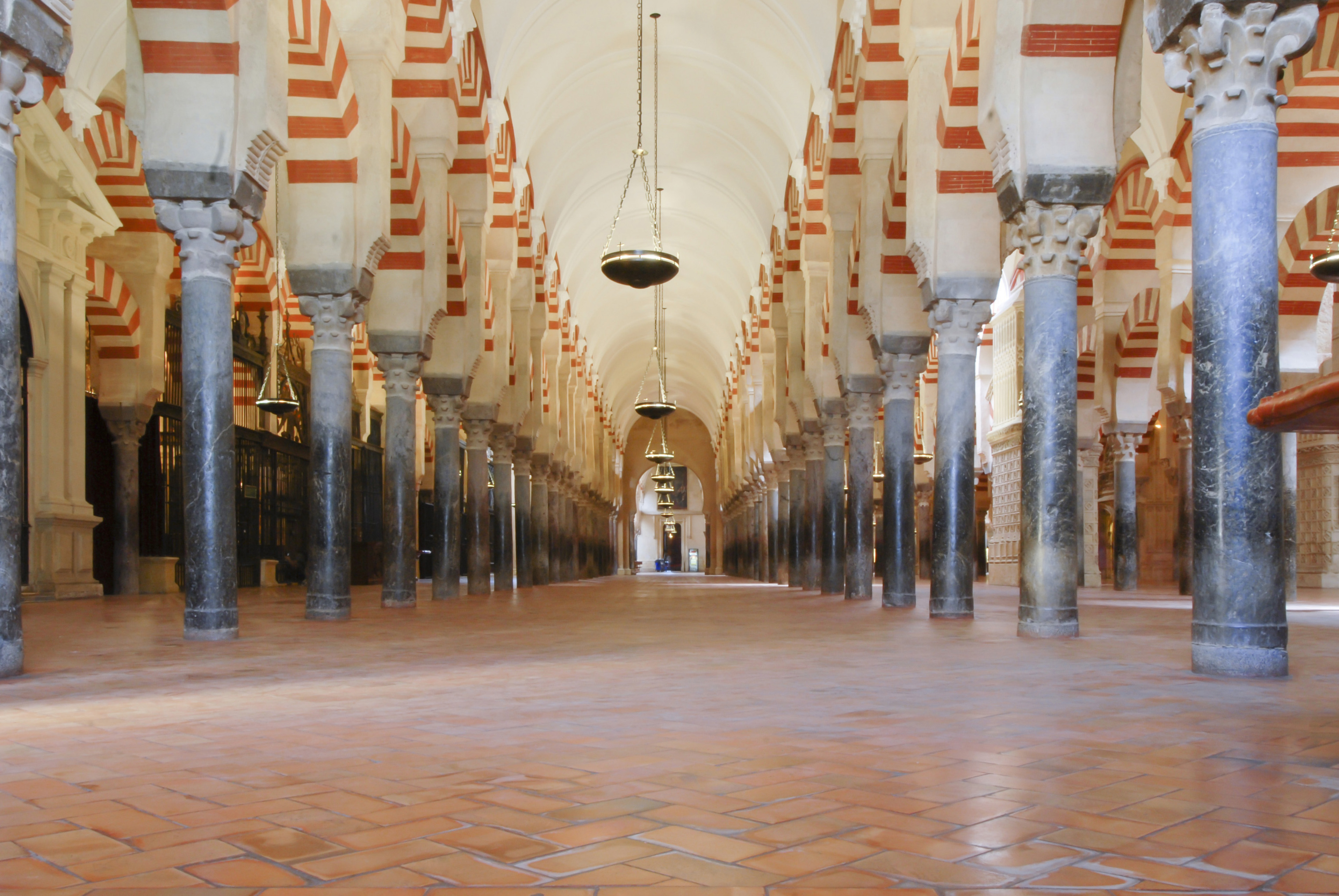
A córdobai nagymecset belső tere
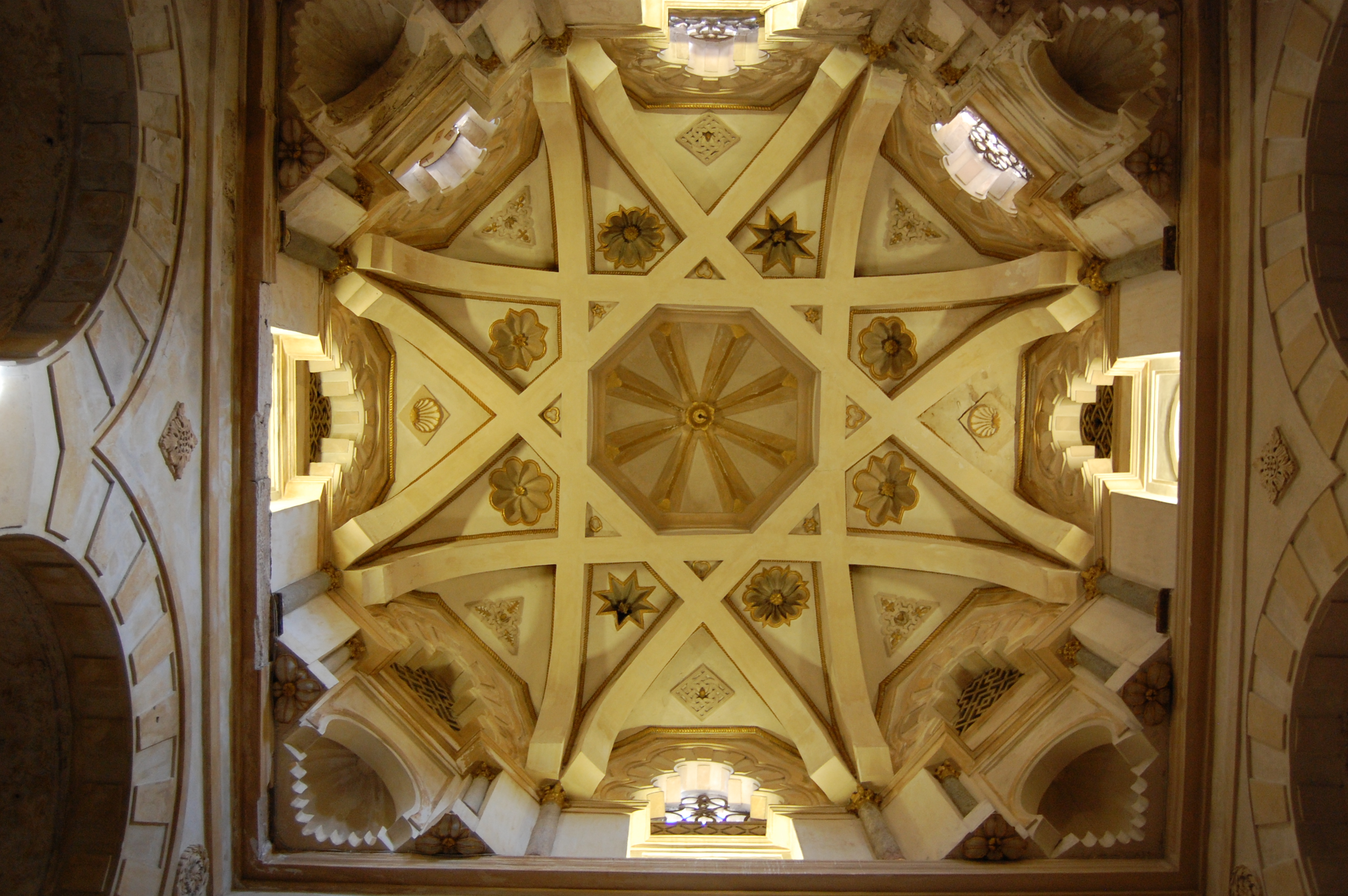
A córdobai nagymecset makszúrája (uralkodói díszhelye) feletti kupola
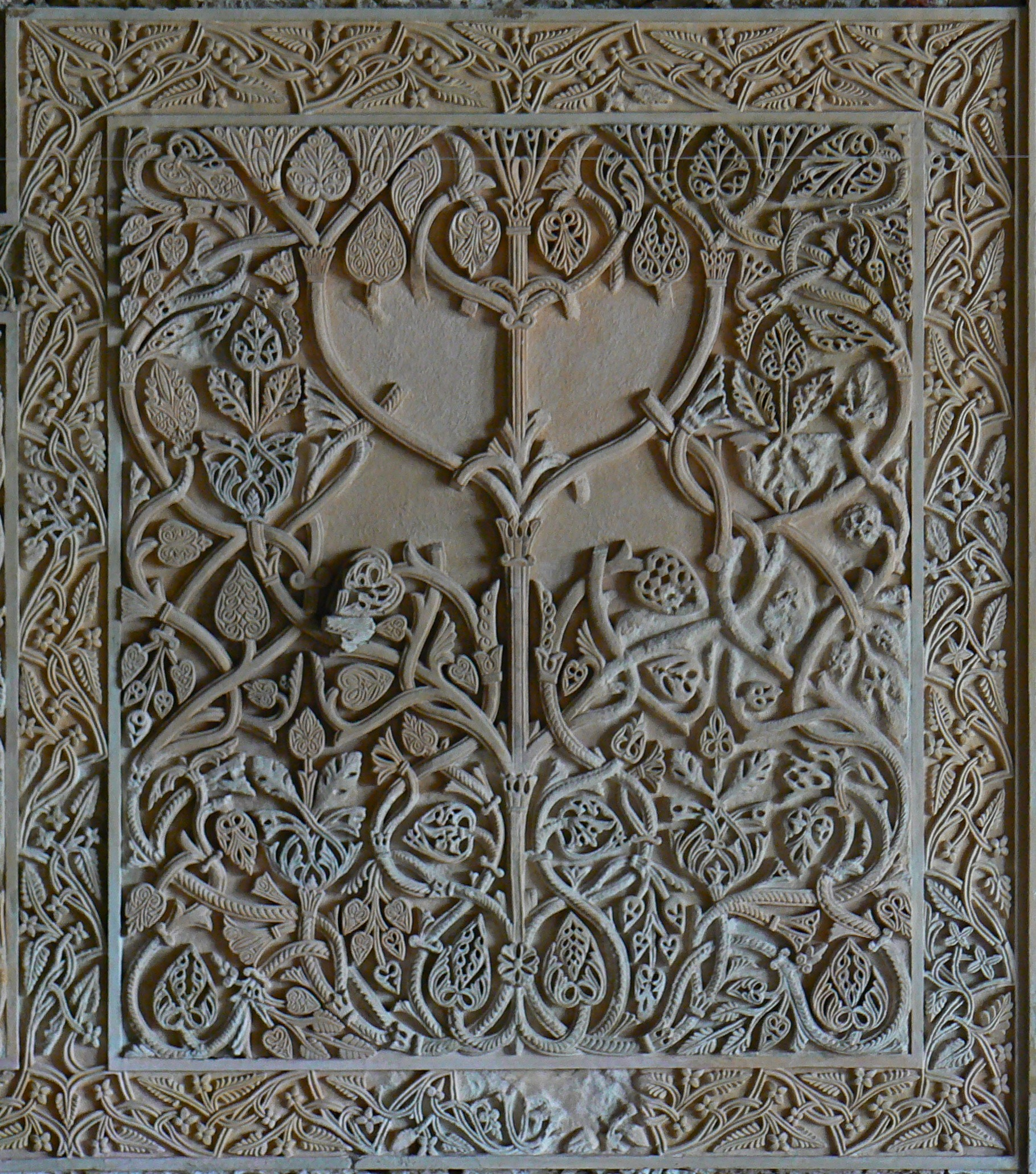
A Córdoba melletti Medina al-Zahra egy márványfaragása

#### Almorávidák és almohádok

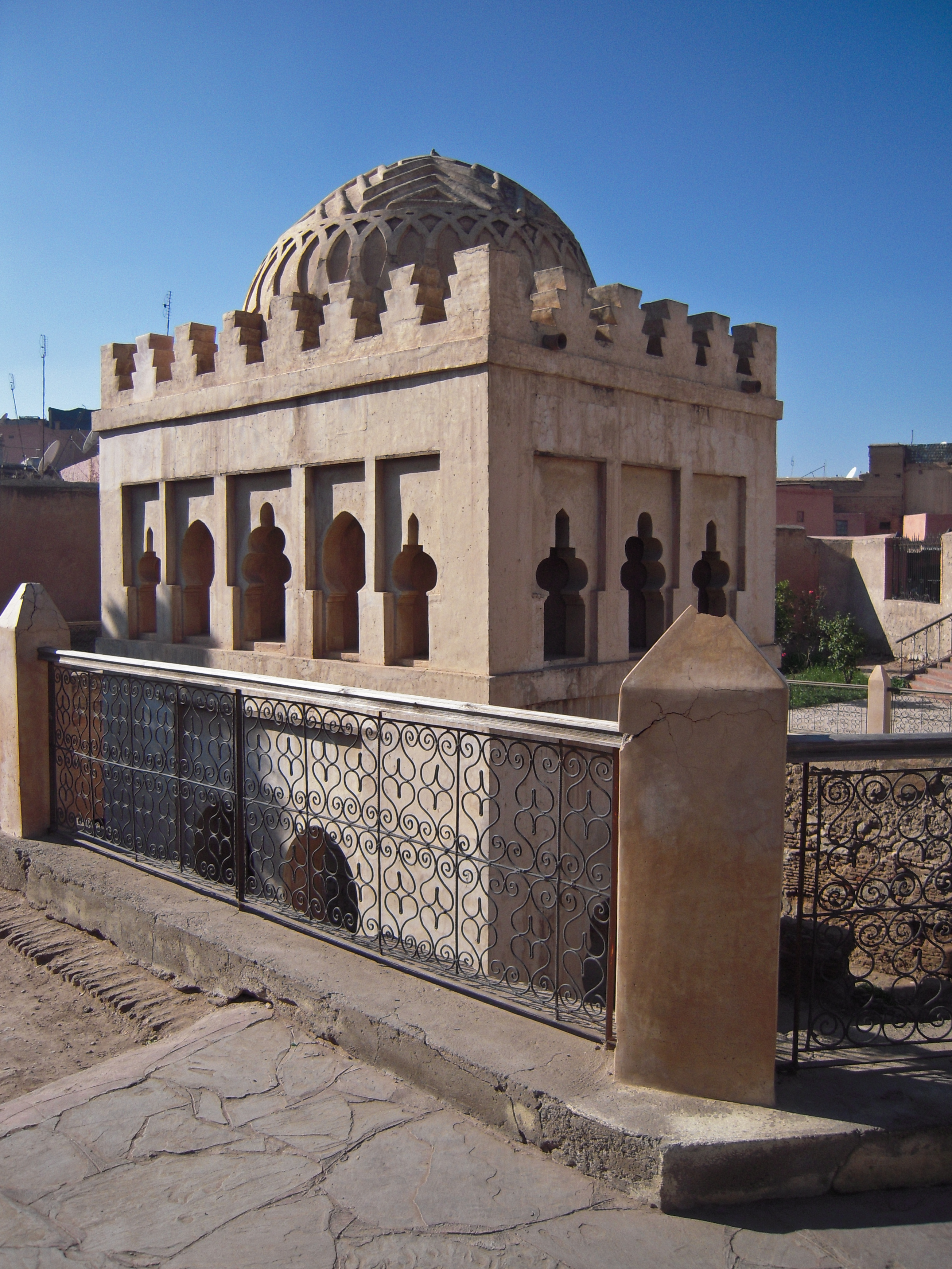
Almorávida koubba (emlékhely) Marrákesben

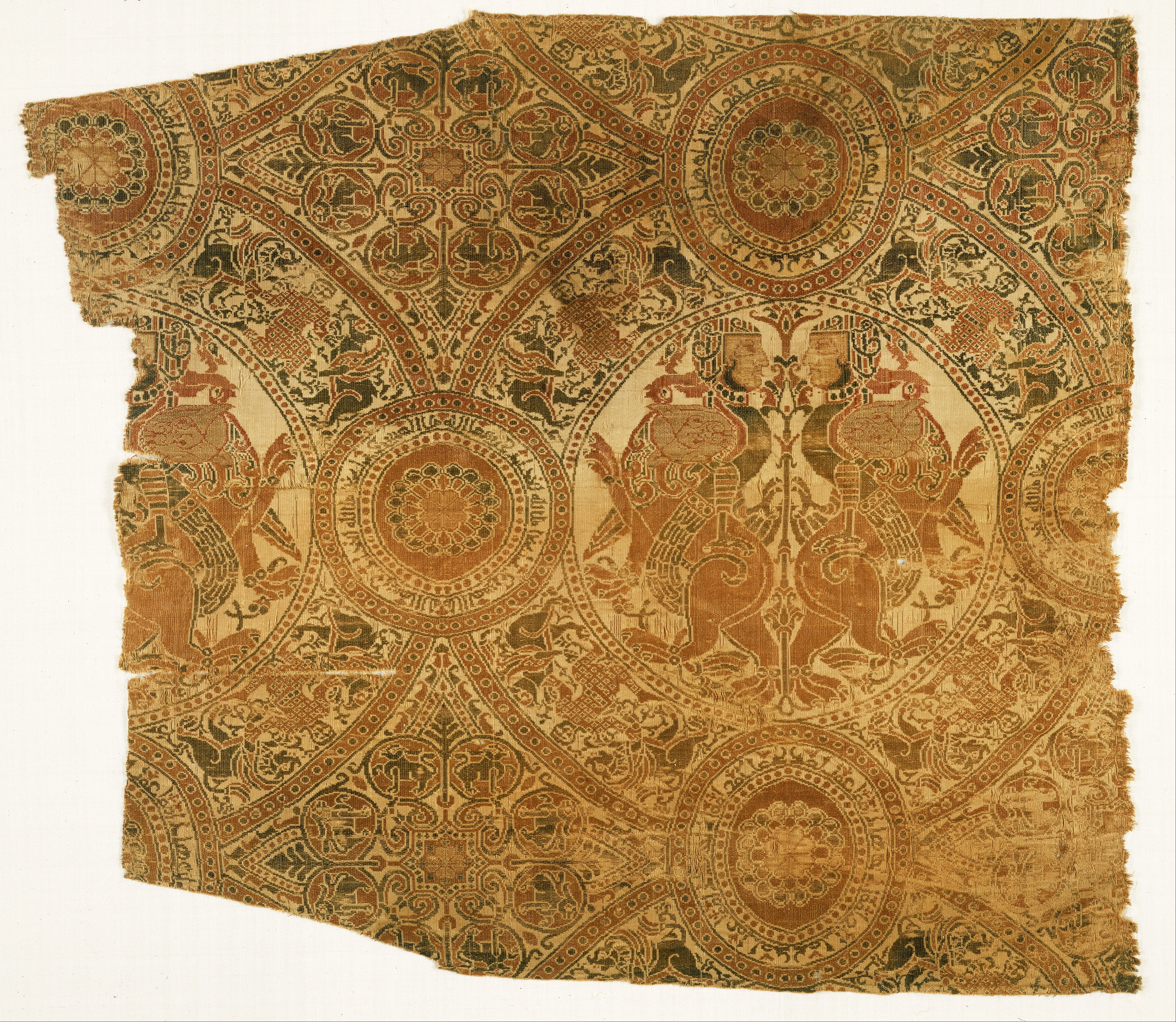
Szövetdarab az Almorávidák korából

A Córdobai Kalifátus megszűnése után kisebb királyságok háborúkkal terhes időszaka következett (taifakirályságok), amelyek megpróbáltak kiemelkedni az ibériai  hatalmi vákuumból. A zavaros politikai helyzet az észak-spanyol  keresztény uralkodóknak kedveztek, akik újabb lendületet adtak a rekonquistának. A zűrzavaros helyzetből az észak-afrikai Almorávidákat hívták segítségül. 
Az Almorávidák (arabul al-murábitún, azaz ribát-lakók) egy berber eredetű, középkori muszlim uralkodódinasztia volt, amely fénykorában a Magreb térségét és az Ibériai-félszigetet ellenőrizte. 1062-től 1147-ig voltak hatalmon, amíg a szintén berber eredetű Almohádok meg nem buktatták őket. Az Almorávidák rendkívül szigorú málikita mazdhab (jogi iskola) képviselői voltak, terjeszkedésük során az elfoglalt területeken betiltották a zenét, táncot, a világi szórakozásokat, felszámolták a szőlőművelést.

#### A granadai Naszridák
A Granadai Emírség, vagy granadai Naszridák az utolsó muszlim uralkodóház (1323/1238 – 1492 ) volt Spanyolországban (al-Andalusz), Granada központtal. Az Almohádok bukását kihasználva kerültek hatalomra, miután Mohamed ibn Naszr (1232 –1273 vagy ibn al-Ahmár) I. Mohamed névvel szultánná kiáltotta ki magát és meghódította a dél-spanyolországi területeket. Virágkora a 13-14. századra tehető, amikor I. Júszuf (1333 – 1354) és V. Mohamed (1354 – 1359, 1362 – 1391) uralkodása alatt viszonylagos béke uralkodott. A lakosság a mezőgazdasági területeknek, a tengeri kereskedelemnek és a halászatnak köszönhetően viszonylagos jómódban élt, a granadai királyság fénykora erre az időszakra tehető. Ekkor építették át az Alhambrát és számtalan tudományos és művészeti iskola  megnyitása mellett megnyílt a királyság legnagyobb medreszéje is, ahol a szigorú  málikita madzhab (jogi iskola az iszlámban) oktatását tűzték ki célul. Az udvart olyan ismert tudósok és muszlim hírességek is meglátogatták, mint Ibn Battúta a világutazó és itt szolgált mint nagyvezír Ibn al-Hatíb történész is . Jelentős csillagászati és orvosi iskola létesült ebben az időszakban, Különösen III. Mohamed uralkodása alatt virágzott a költészet, de Júszuf és V. Mohamed is költők társaságában szeretett mutatkozni. 
A Naszrida építészet a 14. században érte el csúcspontját. Összességében négy időszakra bontható: az első időszak  I. Mohamed III. Mohamed és Naszr (1232-1314) uralkodására tehető, ekkor inkább az Almohádok építészeti formáit fejlesztették tovább. I. Iszmáil, IV. Mohamed és Júszuf  (1314-1354) idején monumentális építészeti alakult ki. V. Mohamed uralkodása alatt (1354–1391) a dekoratív jelleg elérte azt a komplexitást, amit már nehezen lehetett volna továbbfejleszteni.
VII. Mohamed és III. Júszuf (1392-1417) uralkodásának időszakában még a díszítések sokféleségével kísérleteztek, azonban ezt követően a belső dinasztikus vetélkedések a művészetek és az építészet fejlődésében is hanyatlást okoztak.
A katonai építészet az Almohádoktól örökölte a jellemzőit:  a falak  és tornyok mennyiségének emelkedése a környék védelmi feladatai miatt volt fontos.  Monumentális tornyok,  boltíves kamrák épültek különböző szinteken, a legnagyobb torony az erőd egyik szögletében áll, ami megfigyelhető például az Alhambra Vela tornyán is,  Granadában a Hisn al-Tavvábin, Gibraltárban az al-Kalahurrán, Malagában és Antequerán. A kapuk az erődöknél egyenes vagy hajlított belső részekkel épültek, így a támadó ki van téve a védők nyilainak. A második és a harmadik időszakokban a  külső (barránijja) tornyok boltívekkel kapcsolódtak a falakhoz: pl. (Antequera; Malaga; Gibralfaro) és egy alsó, védekező falat is kialakítottak (az úgynevezett al-Andalúz szulukijja) is pl.  (Granada: Bab Ilbíra; Malaga, Gibralfaro).
A kalahurrász (így nevezte  Ibn Battuta és  költészetében  Ibn al-Dzsajjab és Ibn Zamrak), a legnagyobb, al-Andalúzban felépült erődöt, Giblaltárt  (épült 1333 és 1349 között) amelyet  a Marínida szultán Abu 'al-Hasszán parancsára (ibn-Battúta szerint) húztak fel.  Malaga örökölt egy XI. századi erődítményt, amit összetett bejárattal, kapukkal, tornyokkal és kiegészítő építményekkel (fürdők, kutak, zárkák)  láttak el.  Egyházi építészet viszonylag kevés volt az első időszakban, ezek még az Almohád jellemzőket mutatták. Főleg téglából építkeztek, a boltívek és az oszlopok is égetett téglából álltak.
Az Alhambra mecseteiből amiket III. Mohamed és I. Iszmáil építtetett mára már csak az alaprajzok maradtak meg. Ezek főleg téglalap alakú alapokról tanúskodnak. I. Júszuf avatta fel a granadai medreszét, aminek oszlopcsarnokának bejárata a Marínidák építészeti stílusára hasonlított.  II. Mohamed korában épült az Arsenal Malaga, amelyet V. Mohamed bővített ki. Az egyetlen fennmaradó Naszrida funduk (kereskedők szálláshelye, szeráj), al-Dzsadida, I.  Júszuf építészeti öröksége, négyzetes alaprajzú központi udvarral, háromszintes, pilléreken nyugvó  galériával, ahol a vendégszobák találhatók. A bejárati ejván kiképzése világosan mutatja az iszlám építészet befolyását. A granadai márisztánt, azaz kórházat V. Mohamed építette. 1365-67-ben, sikeres hadjáratai után. A déli és keleti oldalán, a fundukhoz hasonló szerkezet mellett egy központi medence is tartozott két nagy ülő oroszlánnal, ezt ma már az Alhambrában látni. A polgári építészet a társadalmi osztályok gazdagságával összefüggésben folyamatosan változott. Több luxusház két szintes volt, mint a granadai, például  Casa de los Gironès, amelyen festett stukkós díszítés figyelhető meg. Bár számos fürdő (hammam) elpusztult, némely romok arra engednek következtetni, hogy gőzkabinok és kemencék biztosították a meleg vizet,  (például Granada, Baza, Ronda, Gibraltár, Alhambra).

### Keleti birodalmak

#### Gaznavidák és Gúridák

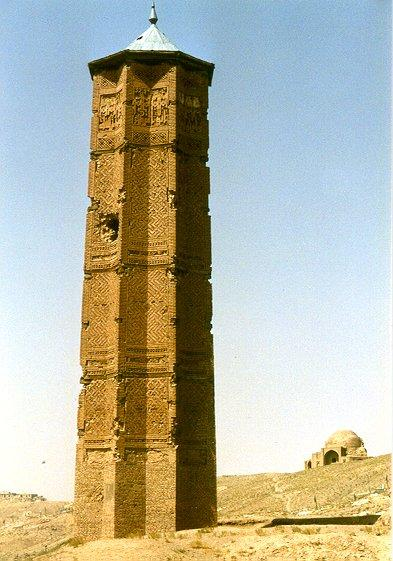
Minaret Gazni városában, III. Maszúd idejéből (1099–1115)

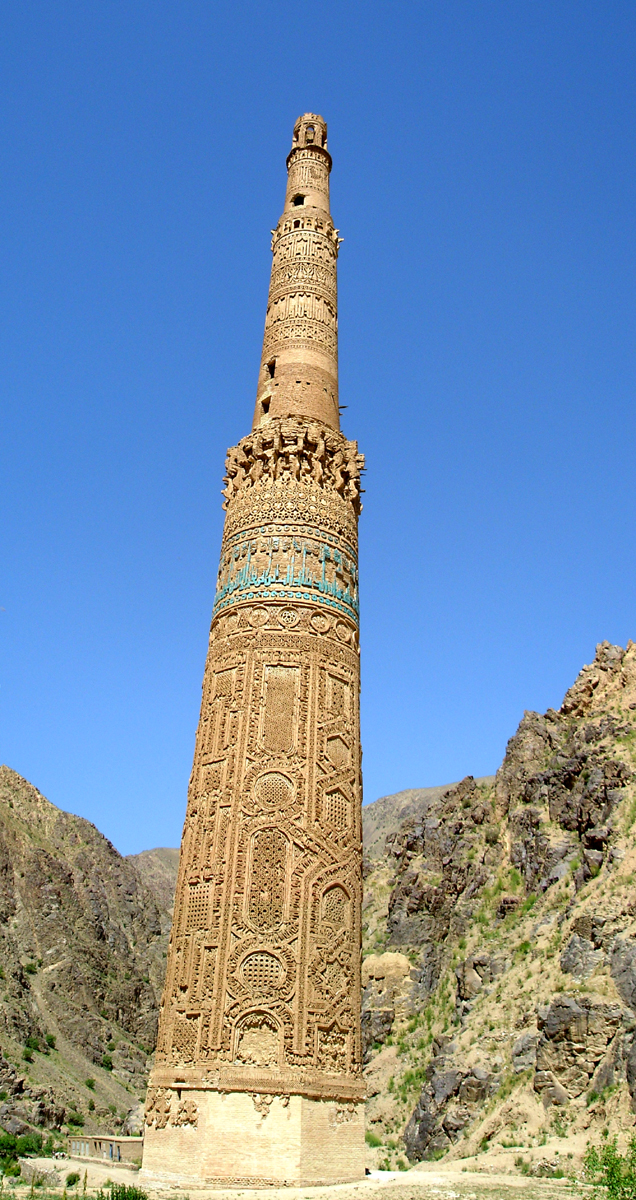
Dzsámi torony (12. század vége). Az 1950-ben felfedezett, 60 méter magas tornyot a gúridák emelték, Közép-Afganisztán egy eldugott völgyében található. Alsó részén a Korán 19. szúrájának (Mária-szúra) szövege látható.

A Gaznavidák egy török eredetű emírdinasztia tagjai voltak a 10–12. században. Nevüket központjukról, az afganisztáni Gazna (ma Gazni) városáról kapták. Uralmuk alá tartozott a mai Pakisztán nagy része és India több északi területe, illetve Horászán és Transzoxánia déli vidékei. 1040-ben a szeldzsukok kiszorították őket Horászánból, de a keleti területeken 1187-ig megőrizték hatalmukat.
A gaznavidák építészetéből mára csak a kőből épített tornyok maradtak fenn, épületeik  a vályogtéglás szerkezet miatt többnyire tönkrementek. Leghíresebb, az 1950-es években feltárt romváros al-Aszkar a dél-afganisztáni Hilmend és Argandáb folyók összefolyásánál található ún. „téli főváros”, ami a mongol inváziók időszakában pusztult el. Legnagyobb palotája az úgynevezett Déli palota, amit Mahmúd építtetett, és gazdag stukkódíszítéseiről volt híres. Falfestményein az uralkodó szolgái, illetve táncoló nőalakok szerepeltek. Felettük feliratszalagok voltak Korán-idézetekkel.
III. Maszúd (1099–1115) Gazna közelében 44 méter magas, égetett téglából, stukkódíszítéssel ellátott  tornyot emeltetett. Bár ennek  felső része egy 20. század eleji földrengés során elpusztult, a megmaradt 20 méter magas torony ma is impozáns látványt nyújt. Kerületén  III. Maszúd tetteit dicsőítő kúfi írás olvasható. A toronyépítészet később is folytatódott, a gúridák is előszeretettel építettek tornyokat, bár ezek pontos célját nem ismerjük. III. Maszúd fia, Bahrám Sáh (1117 – 1152) szintén tornyok emelésével próbálta nevét megőrizni. Néhány torony politikai eseményekhez köthető. Mintegy hetven torony épült a gaznavidák időszakában Iránban és Afganisztánban.
Buzgó szunniták lévén a gaznavidák vallási ortodoxiájukat számos mecset és medresze építésével hirdették, de könyvtárakat, síremlékeket, vízvezetékeket, középületeket emeltek gazdag és drága, nemes  anyagokból. A gaznavida uralkodók Gazna városában temetkeztek piramis alakú síremlékekben. Mahmúd sírját lezáró, rendkívül gazdagon faragott ajtószárnyakat később a Tádzs Mahal építésénél is felhasználták.
A Gúridák (1148–1215)   iráni eredetű afgán hegyi törzsfőnökök voltak, akik kezdetben mint a Gaznavidák vazallusai a közép-afganisztáni Gúr hegység környékén alakítottak ki kisebb hatalmi centrumot. A Gaznavidák szolgálatában rablóhadjáratokban vettek részt, főként az indiai szubkontinens irányába. A Gaznavidák és a Szeldzsukok közötti folyamatos csatározások lehetővé tették a Gúridák felemelkedését, akik korábbi uraikat Észak-India felé (Pandzsáb régió) szorították.
A gúridák igyekeztek építészetükben is felülmúlni a gaznavida örökséget, számtalan monumentális építményt hoztak létre, ezek egyike a buszti boltív, ami a 12. század vége felé épült 25 méteres fesztávolsággal, a városi főtér (majdán) bejáratát alkotta.
A heráti péntek mecset leégése után az 1200-as évek elején Gijász ad-Dín hatalmas, négyejvános mecsetet építtetett. Az azóta többször átépített és továbbfejlesztett mecset a 20. századig az eredeti gúrida alaprajzra támaszkodva fejlődött, néhány elemében változatlanul megőrizve az eredeti gúrida építészet formáit. Így például a főejvánja (kiblaejván, ami az imádkozás irányát jelöli) nyugat felé néz hanafita szokás szerint.
Kutb ad-Dín Ajbek  gúrida kormányzó vörös homokkőből 72 méter magas tornyot építtetett a delhi Kuvvat al-Iszlám mecsetben, amelynek szintjeit mukarnaszkoronákkal választották el. A Kutub Minár elnevezésű minaret és mecsetegyüttes volt az első Indiában épített mecset Észak-India  iszlám hódítása után. Ez az építmény is akkor szokásos  módon a hindu templomok összegyűjtött anyagaiból épült. A hindu építőmesterek és kézművesek ugyanolyan belső díszítésekkel látták el, mint saját templomaikat.  A minaretet Firúz Tuglak idején villámcsapás érte, ekkor az uralkodó elrendelte, hogy a negyedik szintig le kell azt bontani, és helyette két kis szintet kell létrehozni, amint az a korabeli feliraton is olvasható. Teljes magasságát 1368-ban érte el.  A felső emeleteket Szikander Lódi javíttatta meg 1503-ban.
A díszítőművészet különösen a  könyvművészet és fémművesség területén virágzott. A könyveket a Kínából származott papírkészítés technikájával gyártották, Horászán híres volt papírgyártásáról. A gaznavidák és gúridák nagy számban rendeltek Korán-másolatokat, illetve hadísz-leírásokat rendkívül gazdag könyvtáraik és medreszéik részére. A könyveket aranyberakásokkal díszítették.
Herát a gaznavida időkben híres volt fémtárgyairól, amiket al-Haravi, azaz heráti névvel szignáltak. A feliratos, figurális ábrázolásokkal gazdagított, általában sárgaréz- és ezüstberakásos  fémtárgyak az egész keleti világban keresettek voltak. A feliratok arról tanúskodott, hogy a perzsa nyelv egyre inkább elfogadott volt a műveltebb felsőbb osztályokban.

#### Nagyszeldzsukok, anatóliai szeldzsukok, Hvárezm-sahok
A Nagyszeldzsuk Birodalom  (1037–1194) a  Közép-Ázsiában a 8. századtól  nomadizáló karluk és oguz török pásztorok kilenctagú törzsszövetségéből kifejlődött,  a dinasztiaalapító Szeldzsuk unokája, Tugrul által létrehozott birodalom, amely legnagyobb kiterjedése idején Anatóliától Kínáig húzódott, a mai Afganisztánt, Perzsiát, Kelet-Anatóliát, Irakot, Szíriát és az Arab-félszigetet foglalta magába Merv és Iszfahán fővárosokkal.
Jelentősége az iszlám történetében abban áll, hogy a feldarabolódott arab fennhatóságú területek összeomló kalifátusainak nyomán az iszlám új virágzó kulturális és tudományos légkörét teremtette meg a muszlim világot behálózó medreszerendszer kiépítésével, és az arab nyelvi egységen alapuló asszimiláció elősegítésével.
A szerkezeti és díszítőelemek nem váltak külön egymástól, a négyszögletes tégla volt a fő építőelem, de a sárgás színű terrakotta használata sem volt ritka.   Az épületeket szívesen díszítették kerámiabetétes szalagfeliratokkal.
A négyzetes alaprajzú helyiségeket téglából emelt félgömb alakú kupolákkal fedték, az illesztésekre a sarokboltozatok számtalan variációja jellemző. Az első épületekre (főleg a mauzóleumok esetén) a dupla falú kupolák voltak a jellemzők, a külső boltozat díszítése így az épület  statikai biztonságát nem veszélyeztette.
Bár az iszlám nem támogatja a díszes sírhelyek építését, Közép-Ázsiában kedveltek voltak a díszesen megmunkált hatalmas ívánokkal keretezett monumentális méretű mauzóleumok.
A szúfi kolostorok, a hánakák megjelenése szorosan összefügg a szúfizmus rohamos terjedésével. A 11-12. században rendkívül elterjedt rendházak fő eleme egy központi kupolás csarnok volt, amit kisebb fülkék, mellékhelyiségek vettek körbe.
A mecsetek építésében a szeldzsukok számtalan újítást vezettek be, ami évszázadokig  alapját képezte a perzsiában később épített  péntek-mecsetek többségének. Ezek legfontosabb képviselője az iszfaháni péntek-mecset, a négyejvános kupolacsarnokos elrendezésével, amely 1158 és 1160 között épült. A szeldzsukok itt vezették be először a négyívános elrendezést, illetve a mögötte álló kupolás szentély, a kiblaíván építészeti megoldásait. Az ima irányát, azaz a kiblát kiszélesítették, megkülönböztetve a többi ívános kiképzéstől.

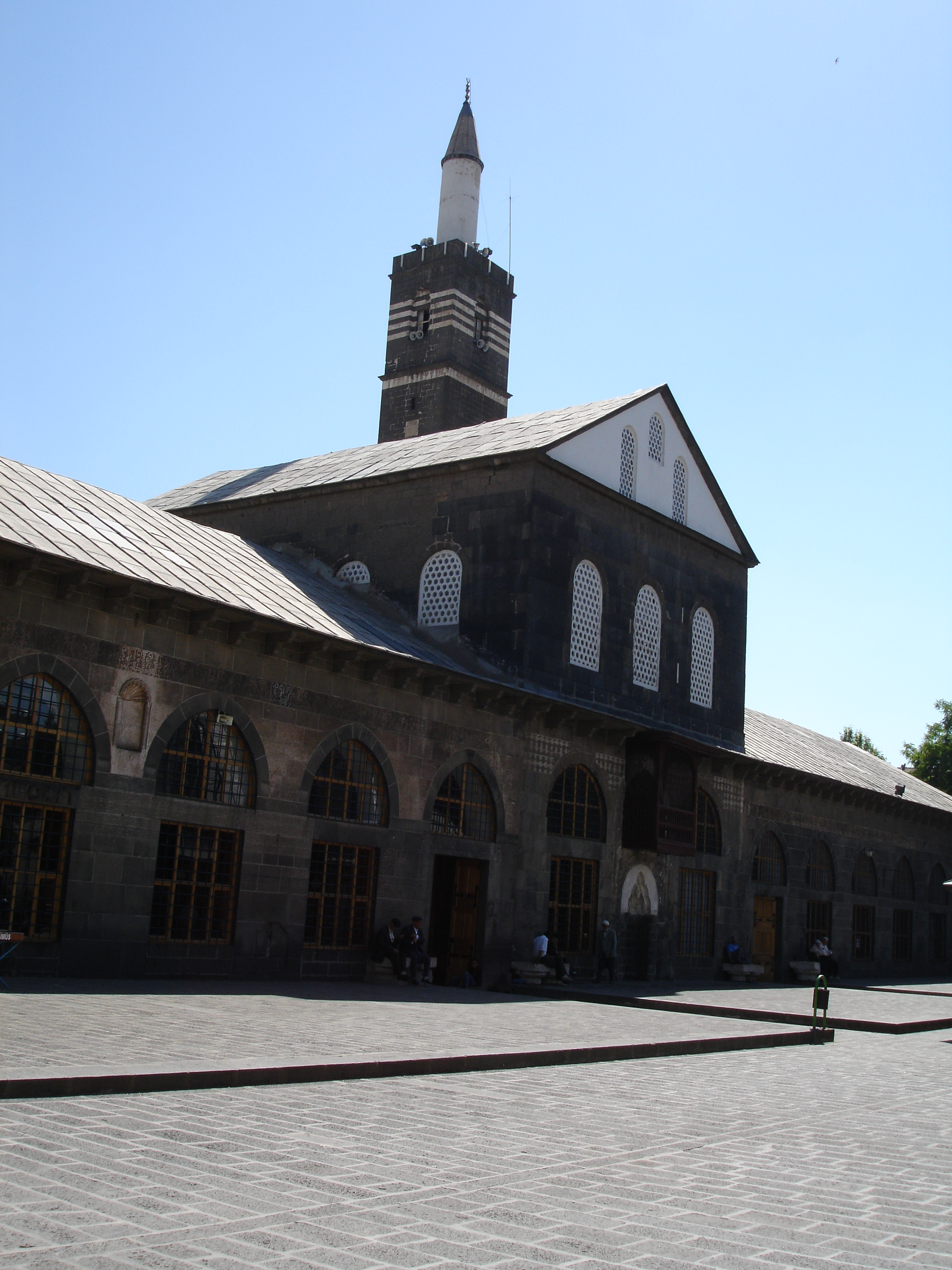
A dijarbakiri Ulu dzsámi

A díszítőművészetek a szeldzsuk korból főleg Iránban fejlődtek a legszebb példákkal. Elsősorban a fazekasmesterség alakított ki hagyományokat a mázas, úgynevezett frittkerámiák megjelenésével, amelyeket a költséges, de legszebb alkotásokként számon tartott máz feletti festéssel díszítettek. A 12. század utolsó negyedében születtek a  bonyolult minai zománckerámiák, amiket a  kettős égetés technikájával hoztak létre. Egyes készítmények csatajeleneteket vagy epizódokat ábrázolnak Firdauszí Királyok könyvéből (Sáhnáme).
Sajnos a mongol inváziók pusztításai keveset hagytak meg a szeldzsuk miniatúrákból, de ezekre is a díszítések tobzódása a jellemző. A könyvfestészet központja  a 12. és a 13. században volt Irakban erős iráni befolyással. Számos szeldzsuk-kori Korán megmaradt, amelyekre a hangsúlyos kúfi írásmóddal rótt díszítés a jellemző.
A szeldzsuk időszakban magas szintet ért el a fémművesség, amelynek alapja a bronz illetve a sárgaréz tárgyak készítése volt. A leletek öntött, vésett, néha ezüsttel kirakott megmunkálásról tanúskodnak esetenként zománcdíszítéssel.  A 12. században alakultak ki  a domborított és gravírozott eljárások a  sárgarézzel, arannyal, ezüsttel berakott díszítményekkel.

#### Ilhánidák
Az Ilhánida Birodalom alapítója Dzsingisz kán unokája, Hülegü. Legnagyobb kiterjedése alatt magába foglalta Irán, Irak, Afganisztán, Türkmenisztán, Örményország, Azerbajdzsán, Grúzia, Törökország, és Nyugat-Pakisztán területeit.
A közép-ázsiai és perzsiai  területek mongol inváziója során rengeteg építmény elpusztult, lassan kialakultak a speciálisan az iráni és mongol alapokon nyugvó jellegzetes ilhán  építészeti és művészeti alkotások. A békés környezet, az úgynevezett  Pax Mongolica talaján  Il-Khán Gházán ilhán (r. 1295-1304) aktív kultúrpolitikát hirdetett az   új vallás tiszteletére.
Ebben az  időszakban a dekoratív művészetek, textíliák, kerámia, ékszerek, és  kézirat illusztráció fejlődött a legdinamikusabban. A  vallási, vagy akár a tudományos kéziratok készítése művészi értéket képviselt.  Új motívumok kerültek előtérbe, egyrészt a kínai térábrázolástól eltérő perspektívák, másrészt lótuszvirágok, bazsarózsa, felhők sárkányok, főnixábrázolások módja jelent meg. Bagdad ismét a művészetek jelentős központjává vált.
A művészeti ágak közül a könyvművészet virágzása figyelhető meg az ilhánidák időszakában. A népszerű témák megjelenését az udvar támogatta, például az ismert történetet, a Királyok Könyvét, a perzsa Firdauszi Sáhnáme című eposzát. Széles körben használtak ekkor már papírt és finom textilszőtteseket.
A gazdagon díszített ilhánida nyári palota, a Táht-e Szolejmán (kb. 1284 – 1291) nyomokban még az iszlám előtti iráni építészetre hasonlít, Síz szászánida szentély romjaira épült a szászánida uralkodók koronázási helyén. A négyejvános elrendezés azonban már nagyszeldzsuk örökségre utal. Az északi részen létrehozott palota térdfalát színes mázas kerámialapok, úgynevezett ládzsvárdinakerámiák fedik.
Öldzsejtü sírja (épült 1307-13; r. 1304-1316) Szoltánijében  azonban már a korszak valódi  építészeti remekműve. A Tabriz felé vezető úton, Kazvintól százhúsz kilométerre felépített későbbi fővárosban fekvő síremlék nyolcszög alakú, átmérője mintegy 38 méter. A kupola magassága 50 méter. Díszítésére jellemző a bannál- vagy u.n. építészmotívum, azaz a mázas csempék közé égetett téglákat raktak. Ezekből kúfi írással rakták ki Allah, Mohamed és Ali szavait (az ilhánok síiták voltak Öldzsejtü 1310-ben történt áttérése óta. Ezt az eseményt az iszfaháni péntek mecsetben a híres kalligráfus Haidár által gazdagon faragott téli imahelyének stukkómirhábja örökítette meg). 
Megfigyelhető, hogy a könyvművészetben használt kalligrafikus elemeket itt a fali stukkódíszítéseknél is használták. Az ilhánidák számos mecsetet és szúfi szentélyt építettek  Irán szerte a nagyobb városokban, mint például Ardabil, Iszfahán, Natanz, Tabriz, Varamin és Jazd (körülbelül 1300-1350). Az utolsó ilhánida uralkodó halála után (1335) a birodalom szétesett és számos helyi dinasztia került  hatalomra Irakban és Iránban, akik építészetükben az ilhánidákat másolták.

#### Timuridák, sejbánidák, közép-ázsiai kánságok
A hanyatló Csagatáj-ulusz egyik kalandor vezére a 14. század közepén hatalmas birodalmat szervezett, amely jelentősen befolyásolta nem csak Közép-Ázsia, hanem az egész iszlám világ történelmét. Timur Lenk, azaz sánta Timur (1336–1405) rendkívüli energiával próbálta visszaállítani a mongol birodalom fennhatóságát és régi fényét a mongolok által valaha birtokolt területeken, bár maga barlasz török volt. A timuridák leszármazottai a 16. században hatalmas birodalmat hoztak létre Indiában.
A timuridák művészete összefügg a selyemút történetével. Ekkor jelentek meg a kínai hatásról tanúskodó dekoratív motívumok a képzőművészetben, amelyek hamarosan megjelentek Közép-Ázsia után a Közel-keleten is.  Részben köszönhetően a gazdag  Ming-kor gazdagságának, a kék-fehér porcelán elárasztotta a régiót, és jelentős hatással volt az iszlám kerámiák díszítőelemeire is.
A timurida  uralkodók a perzsa kultúra csodálói voltak, számtalan művészt,  építészt és írástudót csábítottak birodalmukba. Néhányan közülük nagy művészetpártolók is voltak, kézműves manufaktúrákat hoztak létre  kéziratok másolására, könyvtárakat alapítottak.  A timuridák heráti központjából kikerülő alkotásokat  gyakran tekintik a perzsa festészet tetőpontjának. Nagy eredményeket értek el más díszítőművészetek terén is,  mint például a kovácsolás és jádefaragás. Ez a kulturális virágzás  talált végső kifejezésre  Huszein Bajkara (r. 1470-1506), az utolsó tényleges timurida uralkodó udvarában.
Timur unokája, Sáhruh kán fia Ulug bég (Mohamed Tarakaj, 1394 – 1449) Szamarkandban híres volt a perzsa költészet és kultúra támogatásáról, jelentős épületeket emelt a városban. Talán legfontosabb ezek közül az 1428-ban épített csillagvizsgálója, amelynek mára sajnos már csak az alapjai maradtak meg. A timuridák építészetére a csempemozaikok és a faragott mázas terrakottadíszek a jellemzők, ezek a 17. századig meghatározták Közép-Ázsia építészeti jellegzetességeit. Kiemelkedő Hodzsa Ahmad Jászávi mauzóleuma, amely arányaival, monumentalitásával  külső, szőnyegszerű  díszítéseivel a timuridák jellemző építményeinek mintája.
Sok timurida  herceg vallási intézmények alapításával, mecsetek, medreszék, kolostorok, és szúfi szentélyek lelkes építtetői voltak.  A korszakra jellemző fontosabb építményeket már Timur életében létrehozták Ak Szaraj palotája (Sahr-i Szabz, 1379-1396 k.); Ahmad Jasavi (Turkesztán, 1397 k.); vagy a Timur gyülekezeti mecset (Szamarkand, körülbelül 1398-1405), ismertebb a  Bibi Khán mecset, és a Gur-e Mir-mauzóleum (Szamarkand, körülbelül 1400-1404), ami valójában  Timur temetkezési helye. A timurida stílusra a  monumentális méretű, több minaretes mecsetek, színes csempemozaikkal díszített nagy  kettős kupola a jellemző. Az időszakban is megfigyelhető a nők aktív támogatása  az építészetben. A timuridák  kulturális hagyományai később részben az oszmán, szafavida, és a Mogul Birodalom alkotásaiban is megfigyelhetők.

### Indiai birodalmak

#### Delhi Szultanátus
A pandzsábi és észak-indiai Gaznavidák és Gúridák utódjaként 1206-ban Kutb ad Din Ajbek (1206–1210) függetlenítette magát a Gúrida fennhatóság alól, és megalapította az első indiai birodalmat, a rabszolgákból álló (mamluk) Delhi Szultanátust. A legkiválóbb ebből a dinasztiából Iltumis (1210 – 1236) volt, aki Szindh-tartomány meghódításával mint birodalomépítő szerzett nevet.
A korai indiai iszlám építészet (1206–1550) nem volt tisztán iszlám, hanem magába szívta a korabeli közép-ázsiai, iráni, afgán, iraki, sőt közép-afrikai építészeti stílusokat még az előtt, hogy a törökök meghódították volna  India egyharmadát, a Jamuna és Gangesz termékeny síkságait.
Az időszak muszlim emlékei Indiában mecsetek, mauzóleumok, paloták, fellegvárak és a városépítészet kialakításában jelennek meg. A stílusnak sajátos sajátos jelleget kölcsönöznek a kupolák, boltívek, perforált ablakok, kerítések és rácsszerkezetek, intarziák, valamint a művészi kalligráfiák. A korai mecsetek a hindu templomok átalakításával jöttek létre, miután az iszlám vallás által előírt szükséges módosításokat elvégezték.

#### Mogul Birodalom
Az Indiában 1526 és 1858 között uralkodó mogul dinasztia idejében készült műalkotások összességét nevezzük mogul művészetnek. Kifejezésre jutott a birodalom hatalma, de ugyanakkor azok a kompromisszumok is, amelyekre ez a hatalom épült. Az uralkodók a 17. század közepéig támogatták a művészeteket, csak Aurangzeb mogul sah hagyott fel a műpártolással. A mogul császárok nagy jelentőséget tulajdonítottak az építészetnek, az uralkodói rang jelképének és a dinasztikus önazonosság megnyilvánulásának tekintették.

### Irán művészete a Szafavidák és Kádzsárok alatt
Az iráni művészet virágkora a szafavida uralkodók művészetpártolásának köszönhető. Az uralkodók többsége maga is költő, művész volt (Tahmászp sah maga is tanult festészetet, Iszmáil sah költeményeket írt), kifinomult ízléssel támogatták a tehetségeket, messzi földről csábították koruk festőit, építészeit, tudósait. A hódításokkal a perzsa, török, arab kultúra különleges ötvözete alakult ki az iráni térségben, amely néhány főbb jellegzetességében eltér az iszlám művészet hagyományos felfogásától is.